# Síndrome da imunodeficiência adquirida
Síndrome da imunodeficiência adquirida (SIDA; em inglês: acquired immunodeficiency syndrome, AIDS) é uma doença do sistema imunológico humano causada pelo vírus da imunodeficiência humana (VIH; em inglês: human immunodeficiency virus, HIV). Durante a infecção inicial, uma pessoa pode passar por um breve período doente, com sintomas semelhantes aos da gripe. Normalmente isto é seguido por um período prolongado sem qualquer outro sintoma. À medida que a doença progride, ela interfere mais e mais no sistema imunológico, tornando a pessoa muito mais propensa a ter outros tipos de doenças, como infecções oportunistas e câncer, que geralmente não afetam as pessoas com um sistema imunológico saudável.
O HIV é transmitido principalmente através de relações sexuais sem o uso de preservativo (incluindo sexo anal e, até mesmo, oral), transfusões de sangue contaminado, agulhas hipodérmicas e de mãe para filho, durante a gravidez, o parto ou amamentação. Outros fluidos corporais, como saliva e lágrimas, não transmitem o vírus. A prevenção da contaminação pelo HIV, principalmente através de programas de sexo seguro e de troca de agulhas, é uma estratégia fundamental para controlar a propagação da doença. Apesar de ainda não existir uma cura definitiva ou uma vacina, o tratamento antirretroviral pode retardar o desenvolvimento da doença e elevar a expectativa de vida do portador do vírus. Enquanto o tratamento antirretroviral reduz o risco de morte e de complicações da doença, estes medicamentos são de alto custo e estão associados a diversos efeitos colaterais. No entanto, há três casos confirmados de pacientes que eliminaram o vírus do corpo após realizarem um transplante de medula óssea, em que tiverem células-tronco implantadas em seu organismo que vieram de um doador com uma mutação genética forneceu resistência ao HIV. Tal procedimento, todavia, ainda é arriscado e complexo para ser aplicado a todos os soropositivos.
A pesquisa genética indica que o HIV surgiu no centro-oeste da África durante o início do século XX. A AIDS foi reconhecida pela primeira vez em 1981, pelo Centro de Controle e Prevenção de Doenças (CDC) dos Estados Unidos, e a sua causa — o HIV — foi identificada na primeira metade da década. Desde a sua descoberta, a AIDS causou a morte de aproximadamente 30 milhões de pessoas (até 2009). Em 2010, cerca de 34 milhões de pessoas eram portadoras do vírus no mundo. A AIDS é considerada uma pandemia, um surto de doença que está presente em uma grande área e que está se espalhando ativamente.
HIV/AIDS têm tido um grande impacto na sociedade contemporânea, tanto como uma doença quanto como uma fonte de discriminação. A doença também tem impactos econômicos significativos. Há muitos equívocos sobre o HIV/AIDS, tais como a crença de que ela pode ser transmitida pelo contato casual não sexual. A doença também se tornou sujeita a muitas controvérsias envolvendo as religiões, além de ter atraído a atenção médica e política internacional (e um financiamento de larga escala) desde que foi identificada em 1980. Mais de 75 milhões de pessoas foram infectadas em todo o mundo até o final de 2019. Aproximadamente 34,7 milhões de pessoas até 2020 morreram.

## História

### Descoberta
A AIDS foi observada clinicamente pela primeira vez em 1981, nos Estados Unidos. Os casos iniciais ocorreram em um grupo de usuários de drogas injetáveis e de homens homossexuais que estavam com a imunidade comprometida sem motivo aparente. Eles apresentavam sintomas de pneumonia pelo fungo Pneumocystis carinii (PCP), uma infecção oportunista incomum até então, conhecida por ocorrer em pessoas com o sistema imunológico muito debilitado. Pouco depois, um número inesperado de homens gays desenvolveu um tipo de câncer de pele raro chamado sarcoma de Kaposi. Muitos mais casos de PCP e de sarcoma de Kaposi surgiram, quando um alerta foi dado ao Centro de Controle e Prevenção de Doenças (CDC), que enviou uma força-tarefa para acompanhar o surto.

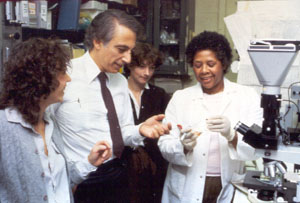
Robert Gallo, codescobridor do HIV no início dos anos 1980 entre (da esquerda para a direita) Sandra Eva, Sandra Colombini e Ersell Richardson.

Nos primeiros dias o CDC não tinha um nome oficial para a doença e referia-se a ela por meio das condições clínicas associadas como, por exemplo, a linfadenopatia, chamando-a de "linfadenopatia generalizada persistente". Eles também usavam "Sarcoma de Kaposi e infecções oportunistas", nome pelo qual uma força-tarefa foi criada em 1981. Em determinado momento, o CDC cunhou a frase "a doença dos 4 H's", uma vez que a síndrome parecia afetar haitianos, homossexuais, hemofílicos e usuários de heroína. Na imprensa geral, o termo "GRID", de gay-related immune deficiency (em tradução livre, "deficiência imunológica relacionada aos gays"), tinha sido inventado. No entanto, depois de determinar que a AIDS não estava restrita à comunidade homossexual, percebeu-se que o termo GRID estava errado e a sigla AIDS, de acquired immunodeficiency syndrome (em português: síndrome da imunodeficiência adquirida, SIDA), foi introduzida em uma reunião em julho de 1982. Em setembro daquele mesmo ano, o CDC começou a se referir à doença como AIDS.
Em 1983, dois grupos de pesquisa independentes liderados por Robert Gallo e Luc Montagnier declararam que um novo retrovírus poderia ter infectado os pacientes com AIDS e publicaram suas descobertas na mesma edição da revista Science. Gallo afirmou que o vírus que seu grupo de pesquisa isolou de um paciente com AIDS tinha uma forma muito semelhante a de outros vírus T-linfotrópicos, que sua equipe tinha sido a primeira a isolar. O grupo de Gallo chamou o vírus recém isolado de HTLV-III. Ao mesmo tempo, o grupo de Montagnier isolou um vírus a partir de um paciente que apresentava inchaço dos nódulos linfáticos do pescoço e fraqueza física, dois sintomas característicos da AIDS. Contradizendo o relatório do grupo de Gallo, Montagnier e seus colegas mostraram que as proteínas do núcleo do vírus eram imunologicamente diferentes das do HTLV-I. O grupo de Montagnier chamou o vírus que isolaram de lymphadenopathy-associated virus, LAV (em português: "vírus associado à linfadenopatia"). Quando, em 1986, descobriu-se que estes dois vírus eram o mesmo, LAV e HTLV-III foram renomeados para HIV, sigla em inglês de vírus da imunodeficiência humana.

### Origem
Acredita-se que os vírus HIV-1 e HIV-2 tenham se originado em primatas no centro-oeste africano e foram transferidos para os seres humanos no início do século XX. O HIV-1 parece ter se originado no sul de Camarões através da evolução do SIV (cpz), o vírus da imunodeficiência símia (SIV), que infecta os chimpanzés selvagens (o HIV-1 descende do SIVcpz endêmico nas subespécies de chimpanzés Pan troglodytes troglodytes). O parente mais próximo do HIV-2 é o SIV (smm), um vírus do Cercocebus atys atys, um macaco do Velho Mundo que vive no litoral da África Ocidental (do sul do Senegal ao oeste da Costa do Marfim). Os macacos do Novo Mundo, como o macaco-da-noite, são resistentes à infecção pelo HIV-1, possivelmente devido a uma fusão genômica de dois genes com resistência viral. Acredita-se que o HIV-1 tenha ultrapassado a barreira das espécies pelo menos em três ocasiões diferentes, dando origem a três grupos de vírus (M, N e O).

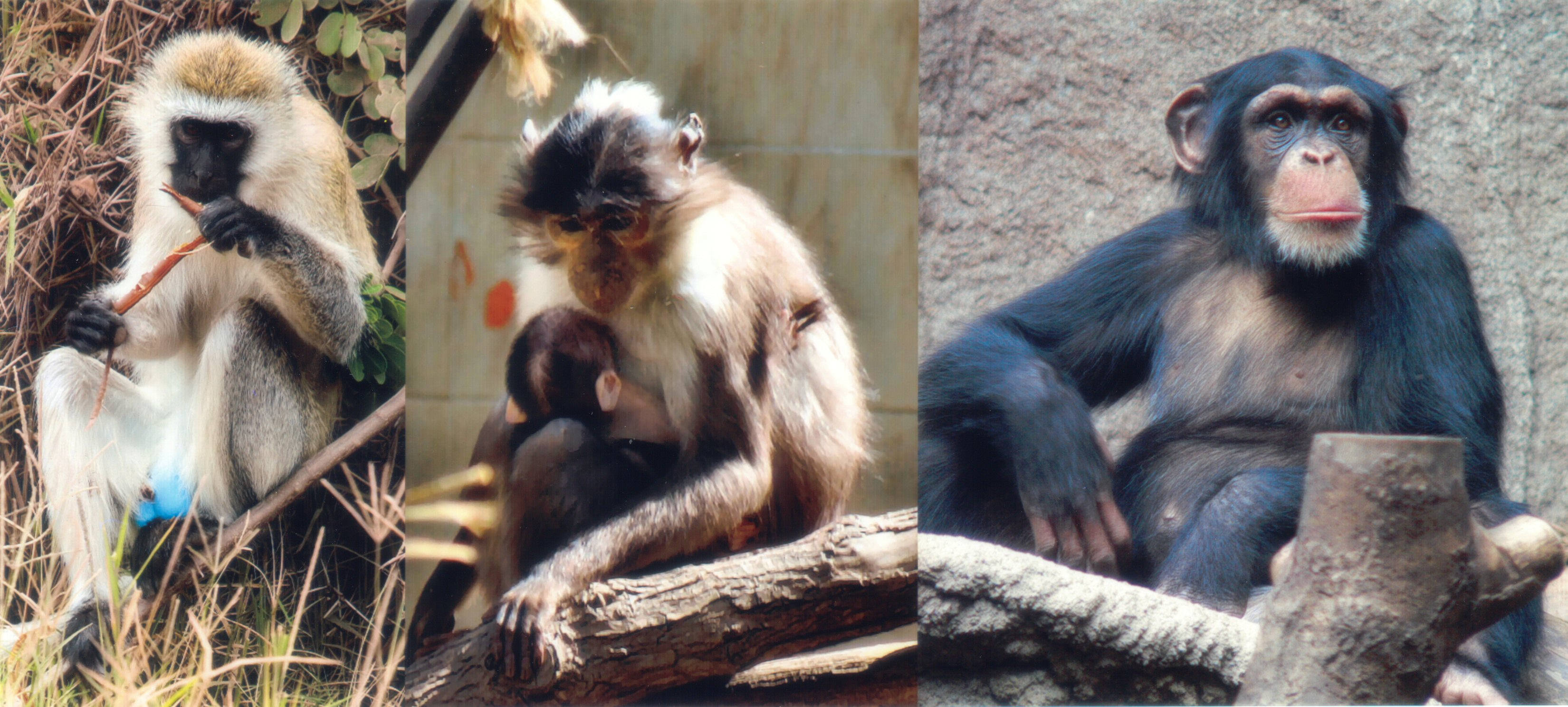
Da esquerda para a direita: Chlorocebus, a fonte do SIV; Cercocebus atys, a fonte do HIV-2 e um chimpanzé, a fonte do HIV-1

Há evidência de que humanos que participavam de atividades com animais selvagens, como caçadores ou vendedores de animais silvestres, se infectaram com o SIV. No entanto, o SIV é um vírus fraco que, normalmente, é suprimido pelo sistema imunológico humano dentro de poucas semanas após a infecção. Acredita-se que várias transmissões de pessoa para pessoa desse vírus em rápida sucessão são necessárias para dar-lhe tempo suficiente para se transformar no HIV. Além disso, devido a sua taxa de transmissão pessoa-a-pessoa relativamente baixa, o SIV só pode se espalhar por toda a população na presença de um ou mais canais de transmissão de alto risco, que eram ausentes na África antes do século XX.
Os canais de transmissão de alto risco específicos, que permitiram que o vírus se adaptasse aos seres humanos e se espalhasse por toda a sociedade, dependem do calendário proposto para a travessia de animais para humanos. Estudos genéticos do vírus sugerem que o ancestral comum mais recente do grupo M do HIV-1 remonta ao ano de 1910. Os defensores dessa data ligam a epidemia do HIV ao surgimento do colonialismo e do crescimento das grandes cidades africanas coloniais, o que levou a diversas mudanças sociais, como um maior grau de promiscuidade sexual, disseminação da prostituição e alta frequência de casos de doenças genitais (como a sífilis) nas cidades coloniais nascentes. Embora as taxas de transmissão do HIV durante a relação sexual vaginal sejam baixas em circunstâncias normais, elas são muitas vezes aumentadas se um dos parceiros sofre de uma doença sexualmente transmissível que cause úlceras genitais. No início do anos 1900, as cidades coloniais eram notáveis por sua alta prevalência de prostituição e de casos de úlceras genitais. Em 1928, por exemplo, acredita-se que em torno de 45% das mulheres residentes no leste de Quinxassa, no Congo, eram prostitutas, e, em 1933, cerca de 15% de todos os moradores da mesma cidade tinham sífilis.
Uma visão alternativa defende que práticas médicas inseguras na África após a Segunda Guerra Mundial, como a reutilização de seringas não esterilizadas durante programas de vacinação em massa, uso de antibióticos e de campanhas de tratamento anti-malária, foram os vetores iniciais que permitiram que o vírus se espalhasse e se adaptasse aos seres humanos.
O caso mais antigo e bem documentado de HIV em humanos remonta a 1959, na República Democrática do Congo. O vírus pode ter estado presente nos Estados Unidos desde 1966, mas a grande maioria das infecções que ocorrem fora da África subsaariana (incluindo nos Estados Unidos) podem ser rastreadas até um único indivíduo desconhecido que se infectou com o HIV no Haiti e, em seguida, trouxe a infecção para os Estados Unidos por volta de 1969. A epidemia se espalhou rapidamente entre os grupos de alto risco (inicialmente em homens que faziam sexo frequente com outros homens). Em 1978, a prevalência de HIV-1 entre homossexuais masculinos residentes de Nova Iorque e São Francisco era estimada em 5%, sugerindo que vários milhares de pessoas no país estavam infectadas.

## Progressão e sintomas
Existem três fases principais da infecção pelo HIV: infecção aguda, latência clínica e AIDS.

### Infecção aguda

Sintomas da infecção aguda por HIV

O período inicial após a contaminação pelo HIV é chamado de infecção aguda ou síndrome retroviral aguda. Muitos indivíduos desenvolvem uma doença semelhante à gripe ou à mononucleose entre duas e quatro semanas após a exposição ao vírus, enquanto outras pessoas não têm sintomas significativos. Os sintomas ocorrem entre 40% e 90% dos casos e geralmente incluem febre, inchaço dos gânglios linfáticos, inflamação de garganta (laringite ou faringite), erupção cutânea, dor de cabeça e/ou feridas na boca e genitais. A erupção da pele, que ocorre entre 20% e 50% dos casos, apresenta-se no tronco na forma de exantema maculopapular. Algumas pessoas também desenvolvem infecções oportunistas nesta fase. Sintomas gastrointestinais como náuseas, vômitos ou diarreia podem ocorrer, assim como sintomas neurológicos de neuropatia periférica ou de síndrome de Guillain-Barré. A duração dos sintomas varia, mas geralmente persistem por uma ou duas semanas.
Devido ao seu carácter não específico, estes sintomas frequentemente não são reconhecidos como sinais de infecção por HIV. Mesmo os casos que são avaliados por um médico da família ou por um hospital são muitas vezes diagnosticados como uma das muitas doenças infecciosas comuns. Assim, recomenda-se que o HIV seja considerado em pacientes que apresentem febre sem explicação aparente e que podem ter fatores de risco para a contaminação.

### Latência clínica
Os sintomas iniciais são seguidos por uma fase de latência clínica chamada de HIV assintomático ou crônico. Sem tratamento, esta segunda fase da infecção por HIV pode durar de três anos a mais de 20 anos (em média, cerca de oito anos). Embora geralmente não apareçam sintomas no início, perto do final desta fase muitas pessoas sofrem com febre, perda de peso, problemas gastrointestinais e dores musculares. Entre 50 e 70% das pessoas também desenvolvem linfadenopatia generalizada persistente, caracterizada por um inchaço inexplicado e indolor de mais de um grupo de gânglios linfáticos (exceto na virilha) por um período de três a seis meses.
Embora a maioria dos indivíduos infectados com HIV-1 tenham uma carga viral detectável e, na ausência de tratamento, eventualmente acabam por desenvolver a AIDS, uma pequena percentagem (cerca de 5%) mantêm níveis elevados de células T CD4+ (linfócito T auxiliar) sem terapia antirretroviral por mais de 5 anos. Estes indivíduos são classificados como "pacientes assintomáticos de longo prazo". Outro grupo é daqueles que mantêm uma carga viral baixa ou indetectável sem tratamento antirretroviral, que são conhecidos como "controladores de elite" ou "supressores de elite". Eles são uma de cada 300 pessoas infectadas.

### Síndrome da imunodeficiência adquirida

Principais sintomas da AIDS

A síndrome da imunodeficiência adquirida (SIDA ou AIDS — sigla em inglês) é definida quando a contagem de células T CD4+ está abaixo de 200 células por μL de sangue ou pela ocorrência de doenças específicas, em associação com uma infecção por HIV. Na ausência de tratamento específico, cerca de metade das pessoas infectadas com HIV desenvolvem AIDS cerca de dez anos após a contaminação. As condições iniciais mais comuns que alertam sobre a presença de AIDS são a pneumocistose (40%), caquexia (20%) e candidíase esofágica. Outros sinais comuns incluem infecções respiratórias recorrentes.
As infecções oportunistas podem ser causadas por bactérias, vírus, fungos e parasitas que normalmente seriam controlados pelo sistema imunológico. Cada infecção ocorre, em parte, em relação aos organismos que são comuns no ambiente que a pessoa vive. Estas doenças podem afetar quase todos os órgãos do organismo.
As pessoas com AIDS têm um risco maior de desenvolver vários tipos de câncer, como sarcoma de Kaposi, linfoma de Burkitt, linfoma do sistema nervoso central primário e câncer cervical. O sarcoma de Kaposi é o tipo de câncer mais comum e ocorre entre 10% a 20% das pessoas com HIV. O segundo tipo de câncer mais comum é o linfoma, que é a causa da morte de quase 16% das pessoas com AIDS e é o sinal inicial de AIDS em 3% a 4% delas. Esses tipos de câncer estão associados com o herpesvírus humano 8. O câncer cervical ocorre com mais frequência em pacientes com AIDS devido à sua associação com o vírus do papiloma humano (HPV).
Além disso, as pessoas com AIDS frequentemente têm sintomas sistêmicos, como febre prolongada, suores (especialmente à noite), inchaço dos gânglios linfáticos, calafrios, fraqueza e perda de peso. A diarreia é um sintoma comum presente em cerca de 90% das pessoas com AIDS. Pacientes com AIDS também podem ser afetados por diversos sintomas psiquiátricos e neurológicos independentes de infecções oportunistas e cânceres, tais como a encefalite VIH.

## Transmissão
| Transfusão de sangue                                               | 90%        |
| Nascimento (para a criança)                                        | 25%        |
| Partilha de seringas em drogas intravenosas                        | 0,67%      |
| Perfuração percutânea com agulha                                   | 0,30%      |
| Sexo anal receptivo desprotegido                                   | 0,04–3,0%  |
| Sexo anal insertivo desprotegido                                   | 0,03%      |
| Sexo vaginal receptivo desprotegido                                | 0,05–0,30% |
| Sexo vaginal insertivo desprotegido                                | 0,01–0,38% |
| Sexo oral masculino receptivo desprotegido                         | 0–0,04%    |
| Sexo oral masculino insertivo desprotegido                         | 0–0,005%   |
| Observação: "desprotegido" significa que não é usado preservativo. |            |

O HIV é transmitido por três vias principais: contato sexual, exposição a fluidos ou tecidos corporais infectados e de mãe para filho durante a gravidez, o parto ou a amamentação (conhecida como infecção perinatal). Não há nenhum risco de contrair o HIV através de exposição a fezes, secreções nasais, saliva, escarro, suor, lágrimas, urina ou vômito de pessoas infectadas, a menos que estes estejam contaminados com sangue. É possível se infectar por mais de uma cepa do HIV, uma condição conhecida como superinfecção pelo HIV.

### Relação sexual
O modo mais comum de transmissão do HIV é através do contato sexual com uma pessoa infectada. A maior parte de todas as contaminações por HIV no mundo ocorrem através de contatos heterossexuais (ou seja, relações sexuais entre pessoas do sexo oposto); no entanto, o padrão de transmissão varia significativamente entre os países. Nos Estados Unidos, em 2009, a maior parte das transmissões ocorreram em homens que fazem sexo com homens, sendo 64% de todos os novos casos.
No que diz respeito aos contatos heterossexuais não protegidos, as estimativas de risco de transmissão do HIV por ato sexual parecem ser de quatro a dez vezes maiores em países de baixa renda do que nos países de alta renda. Em países pobres, o risco de transmissão de mulheres para homens é estimado em 0,38% por relação sexual e a transmissão de homens para mulheres em 0,30%. Estimativas equivalentes em países mais ricos são de uma taxa de transmissão de 0,04% por relação sexual de mulheres para homens e de 0,08% de homens para mulheres. O risco de transmissão durante o sexo anal é especialmente alto, estimado em 1,4% a 1,7% por contato sexual, heterossexual ou homossexual. Embora o risco de transmissão através do sexo oral seja relativamente baixo, ele existe. O risco de se infectar através do sexo oral tem sido descrito como "praticamente nulo", no entanto alguns casos têm sido relatados. O risco de transmissão por relação sexual oral receptiva é de 0% a 0,04%. Em contextos que envolvem a prostituição em países de baixa renda, o risco de transmissão da mulher para o homem foi estimado em 2,4% por relação e de homem para mulher em 0,05%.
O risco de transmissão aumenta com a presença de muitas doenças sexualmente transmissíveis e úlceras genitais. As úlceras genitais parecem aumentar o risco de infecção em cerca de cinco vezes. Outras doenças sexualmente transmissíveis, como gonorreia, clamídia, tricomoníase e vaginose bacteriana, estão associadas com aumentos ligeiramente menores nos riscos de transmissão. A carga viral de uma pessoa infectada também é um importante fator de risco para a transmissão tanto sexual quanto de mãe para filho. Durante os primeiros 2,5 meses de uma transmissão de HIV, o poder de contágio de uma pessoa infectada é doze vezes maior devido a alta carga viral. Se a pessoa está nos estágios finais da infecção, as taxas de transmissão são cerca de oito vezes maiores.
Profissionais do sexo (incluindo os da indústria pornográfica) têm um aumento na taxa de HIV. O sexo sem proteção pode ser um fator associado com aumento do risco de transmissão. Agressões sexuais também aumentam o risco de transmissão do HIV, visto que preservativos raramente são usados e traumas físicos na vagina ou no reto são frequentes, além de poder haver um maior risco de infecção simultânea de doenças sexualmente transmissíveis diferentes. Também há registros de casos de pessoas que infectam outras propositalmente ou que querem se infectar com o vírus HIV, por conta de algum tipo de transtorno psicológico. No Brasil, a transmissão consciente do vírus é crime e configura lesão corporal grave, delito previsto no artigo 129, parágrafo 2º, do Código Penal (CP), com pena de reclusão de dois a oito anos.

### Fluidos corporais

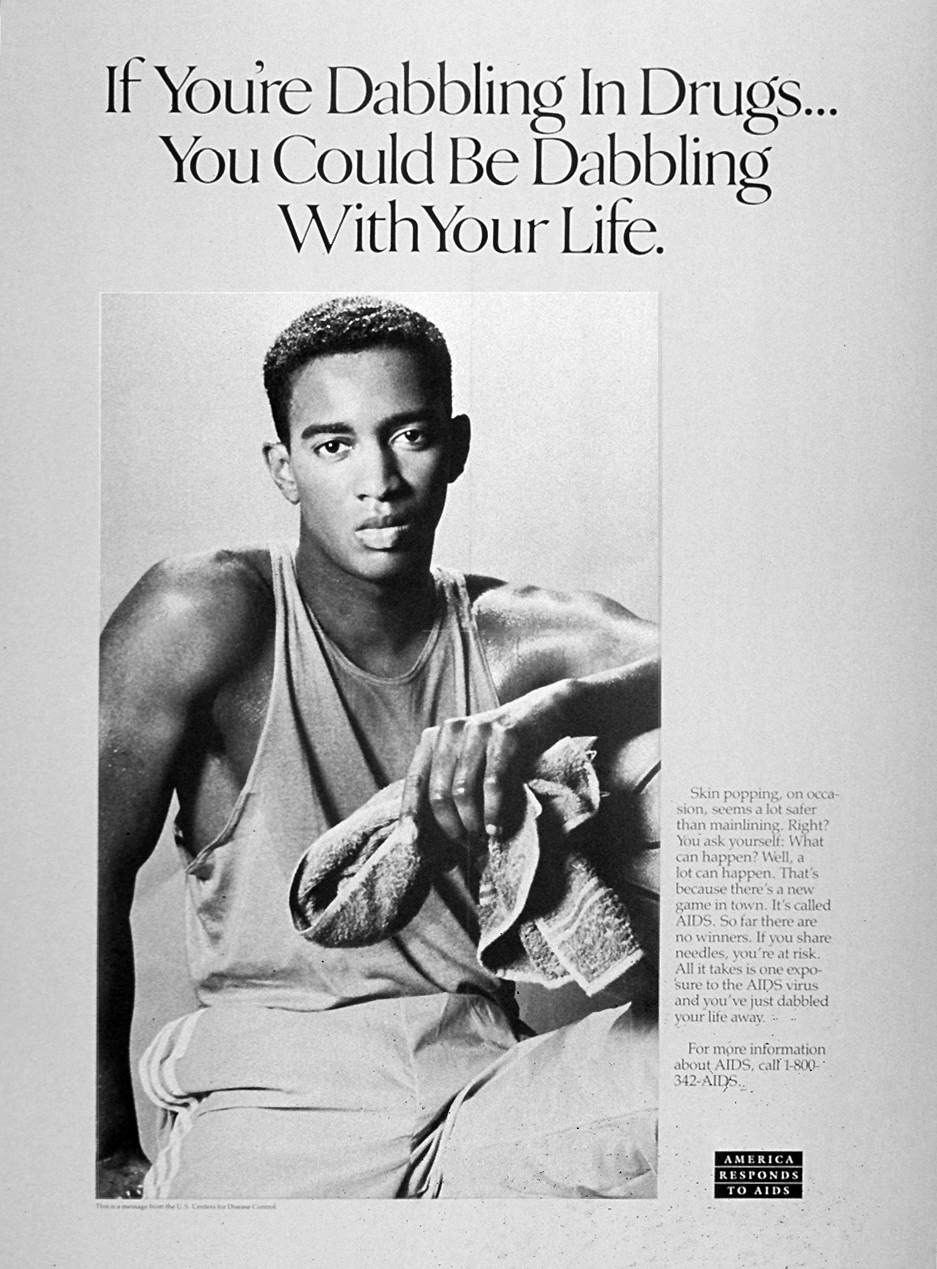
Um cartaz do Centro de Controle e Prevenção de Doenças (CDC) de 1989 indicando o perigo da AIDS associada ao uso de drogas.

O segundo modo mais frequente de transmissão do HIV é através de sangue e de hemoderivados. Pelo sangue a transmissão pode ocorrer através da partilha de seringas durante o uso de drogas injetáveis, picada de agulha acidentais, transfusão de sangue (ou de hemoderivados) contaminado ou injeções médicas com equipamento não esterilizado. O risco de transmissão ao compartilhar uma seringa durante o uso de drogas é de entre 0,63 e 2,4% por ato, com uma média de 0,8%. O risco de contrair o HIV de uma picada de agulha a partir de uma pessoa infectada pelo vírus é estimado em 0,3% (cerca de 1 em 333) por ato e o risco por exposição a membrana ou mucosa com sangue infectado é de 0,09% (cerca de 1 em 1 mil) por ato. Nos Estados Unidos, usuários de drogas intravenosas responderam por 12% de todos os novos casos de HIV em 2009, e, em algumas áreas mais de 80% das pessoas que usam drogas injetáveis são portadoras do HIV.
O HIV é transmitido em cerca de 93% das transfusões de sangue que envolvem sangue infectado. Nos países desenvolvidos, o risco de contrair HIV de uma transfusão de sangue é extremamente baixo (menos de um em meio milhão), visto que há uma melhor seleção de doadores e uma triagem de HIV é realizada; por exemplo, no Reino Unido, o risco é relatado em um em cinco milhões. Nos países de baixa renda, apenas metade das transfusões são adequadamente selecionadas (em 2008) e estima-se que até 15% das infecções por HIV nestas áreas vêm de transfusão de sangue e de hemoderivados contaminados, o que representa entre 5% e 10% das infecções globais.
O uso de equipamento médico sem esterilização desempenha um papel significativo na propagação do HIV na África subsaariana. Em 2007, entre 12 e 17% das infecções nesta região foram atribuídos ao uso de seringas médicas. A Organização Mundial de Saúde (OMS) estima que o risco de transmissão como resultado de uma injeção médica na África seja de 1,2%. Riscos significativos também estão associados a procedimentos invasivos, assistência ginecológica e atendimentos odontológico nesta área do mundo.
Pessoas com tatuagens, piercings e escarificações estão, teoricamente, em risco de infecção, mas nenhum caso confirmado foi documentado. Não é possível para mosquitos ou outros tipos de insetos transmitir o HIV.

### Mãe-filho
O HIV pode ser transmitido de mãe para filho durante a gravidez, durante o parto ou através do leite materno. Esta é a terceira forma mais comum de transmissão do HIV no mundo. Na ausência de tratamento, o risco de transmissão antes ou durante o nascimento é de cerca de 20%, enquanto na amamentação é de 35%. Em 2008, a transmissão perinatal foi responsável por cerca de 90% dos casos de HIV em crianças. Com o tratamento adequado, o risco de infecção entre mãe e filho pode ser reduzido para cerca de 1%. O tratamento preventivo envolve a mãe iniciar a terapia antirretroviral durante a gravidez, fazer o parto através de uma cesariana, evitar a amamentação e administrar medicamentos antirretrovirais para o recém-nascido. Muitas destas medidas não estão, porém, disponíveis no mundo em desenvolvimento. Se o sangue contaminar alimentos durante a pré-mastigação, pode haver risco de transmissão.

## Virologia

Um diagrama mostrando a estrutura do vírus HIV

O HIV é a causa da doença conhecida como AIDS/SIDA. O HIV é um retrovírus que infecta primariamente os componentes do sistema imunológico humano, tais como as células T CD4+, macrófagos e células dendríticas. Ele direta e indiretamente destrói as células T CD4+.
O HIV é um membro do gênero Lentivirus, parte da família Retroviridae. Os lentivírus compartilham muitas características morfológicas e biológicas. Muitas espécies de mamíferos são infectadas pelos lentivírus, que são tipicamente responsáveis por doenças de longa duração, com um longo período de incubação. Os lentivírus são transmitidos como um vírus de RNA em sentido positivo. Após a entrada na célula-alvo, o genoma do RNA viral é convertido em DNA de cadeia dupla através de uma transcriptase reversa codificada pelo vírus, que é transportada juntamente com o genoma viral na partícula do vírus. O DNA viral resultante é depois importado para o núcleo da célula e integrado ao DNA celular por uma integrase codificada pelo vírus. Uma vez integrado, o vírus pode tornar-se latente, permitindo que ele e sua célula hospedeira não sejam detectados pelo sistema imunológico. Alternativamente, o vírus pode ser transcrito, produzindo novos genomas de RNA e proteínas virais que são "empacotados" e liberados a partir da célula como novas partículas virais, que então começam o ciclo de replicação de novo.
Dois tipos de HIV foram caracterizados: HIV-1 e HIV-2. O HIV-1 é o vírus que foi originalmente descoberto (e também inicialmente referido como LAV ou HTLV-III). É mais virulento, infeccioso, e é a causa da maior parte das infecções de HIV no mundo. O HIV-2 é menos infeccioso em comparação ao HIV-1, o que indica que menos pessoas serão infectadas por exposição ao HIV-2. Devido à sua capacidade de transmissão relativamente fraca, o HIV-2 está amplamente confinado à África ocidental.

## Fisiopatologia
Depois que o vírus entra no organismo, há um período de rápida replicação viral, levando a uma grande quantidade de vírus no sangue periférico. Durante a infecção primária, o nível de HIV pode chegar a vários milhões de partículas de vírus por microlitro de sangue. Esta resposta é acompanhada por uma diminuição acentuada do número de células T CD4+ circulantes. A viremia aguda é quase invariavelmente associada com a ativação das células T CD8+, que matam células infectadas com HIV e, subsequentemente, com a produção de anticorpos ou de seroconversão. A resposta de células T CD8+ é considerada importante no controle dos níveis de vírus, que chega a um pico e depois entra em declínio, conforme as contagens de células T CD4+ se recuperarem. Uma boa resposta das células T CD8+ tem sido associada a uma progressão mais lenta da doença e a um prognóstico melhor, apesar de não eliminar o vírus.

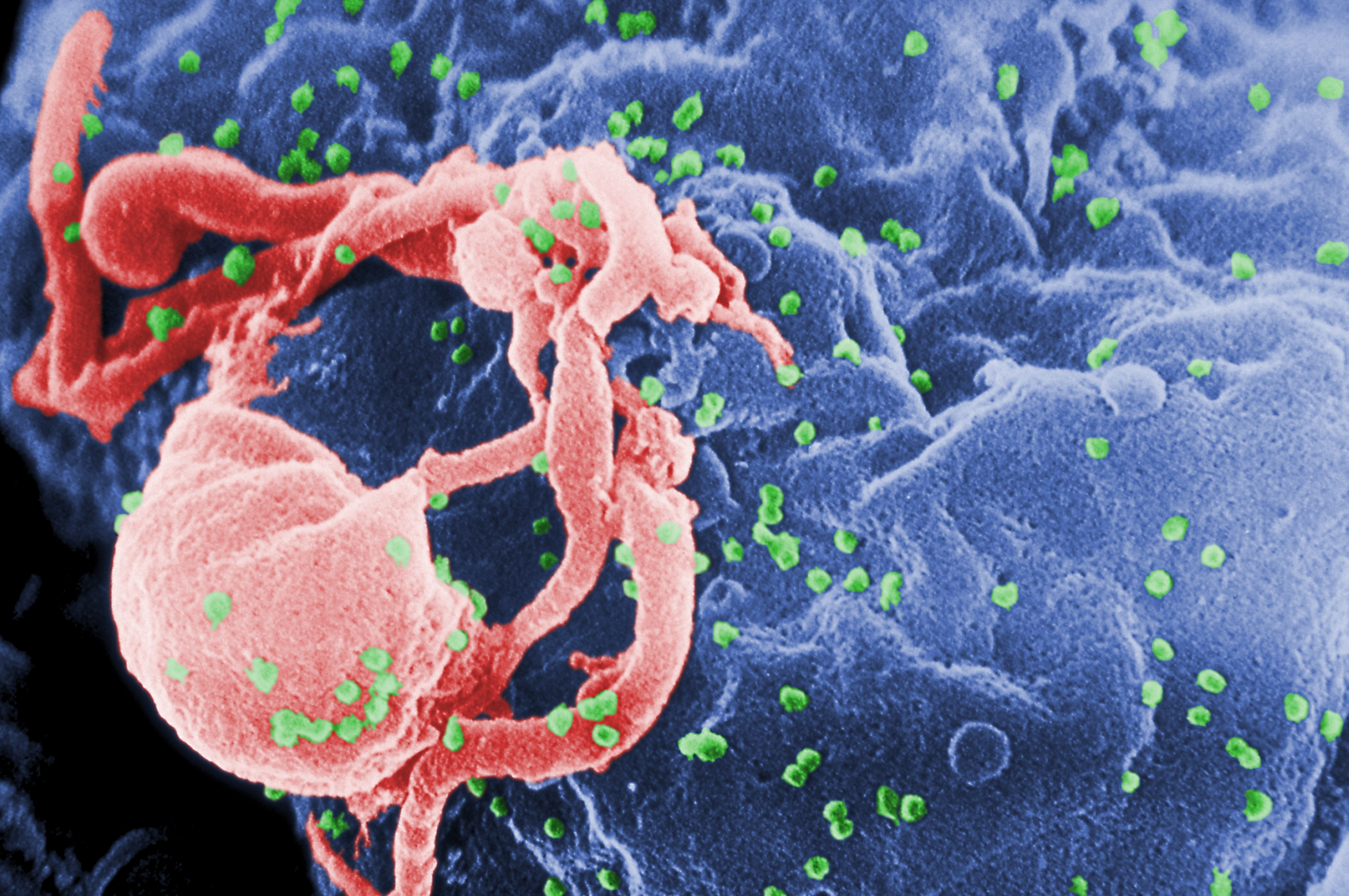
Micrografia eletrônica de varredura de HIV-1, em cor verde, saindo de um linfócito cultivado.

Em suma, o HIV causa a AIDS ao esgotar as células T CD4+. Isto enfraquece o sistema imunológico e permite infecções oportunistas. As células T são essenciais para a resposta imunológica e, sem elas, o organismo não consegue combater infecções ou matar células cancerígenas. O mecanismo de depleção das T CD4+ difere nas fases aguda e crônica da doença. Durante a fase aguda, a lise induzida pelo HIV resulta na morte das células infectadas pela contagem de linfócitos T citotóxicos no declínio de células T CD4+, embora a apoptose também possa ser um fator. Durante a fase crônica, as consequências da ativação imunitária generalizada juntamente com a perda gradual da capacidade do sistema imunológico de gerar novas células T parecem representar o lento declínio do número de células T CD4+.
Embora os sintomas característicos da deficiência imunológica causada pela AIDS/SIDA não apareçam durante anos depois que uma pessoa está infectada, a diminuição do volume de células T CD4+ ocorre durante as primeiras semanas de infecção, especialmente na mucosa intestinal, que alberga a maior parte dos linfócitos encontrados no corpo. A razão para a perda preferencial de células T CD4+ em mucosas é que a maioria dessas células expressam a proteína CCR5 que o HIV utiliza como um co-receptor para ter acesso às células, ao passo que apenas uma pequena fracção de células T CD4+ presentes no sangue fazem isso.
Durante a infecção aguda, o HIV procura e destrói as células T CD4+ que expressam a CCR5. Eventualmente, uma resposta imune vigorosa pode controlar a infecção e iniciar a fase de latência clinica. As células T CD4+ nos tecidos da mucosa permanecem particularmente afetadas. A replicação contínua do HIV provoca um estado de ativação imunológica generalizada persistindo durante toda a fase crônica. A ativação imunológica, que é refletida pelo aumento de células imunológicas ativadas e pela liberação de citocinas pró-inflamatórias, resulta da atividade de vários produtos gênicos do HIV e da resposta imune à replicação do HIV. Ela está também relacionada com a composição do sistema da barreira mucosa gastrointestinal causada pelo esgotamento de células T CD4+ nas mucosas durante a fase aguda da doença.

## Diagnóstico

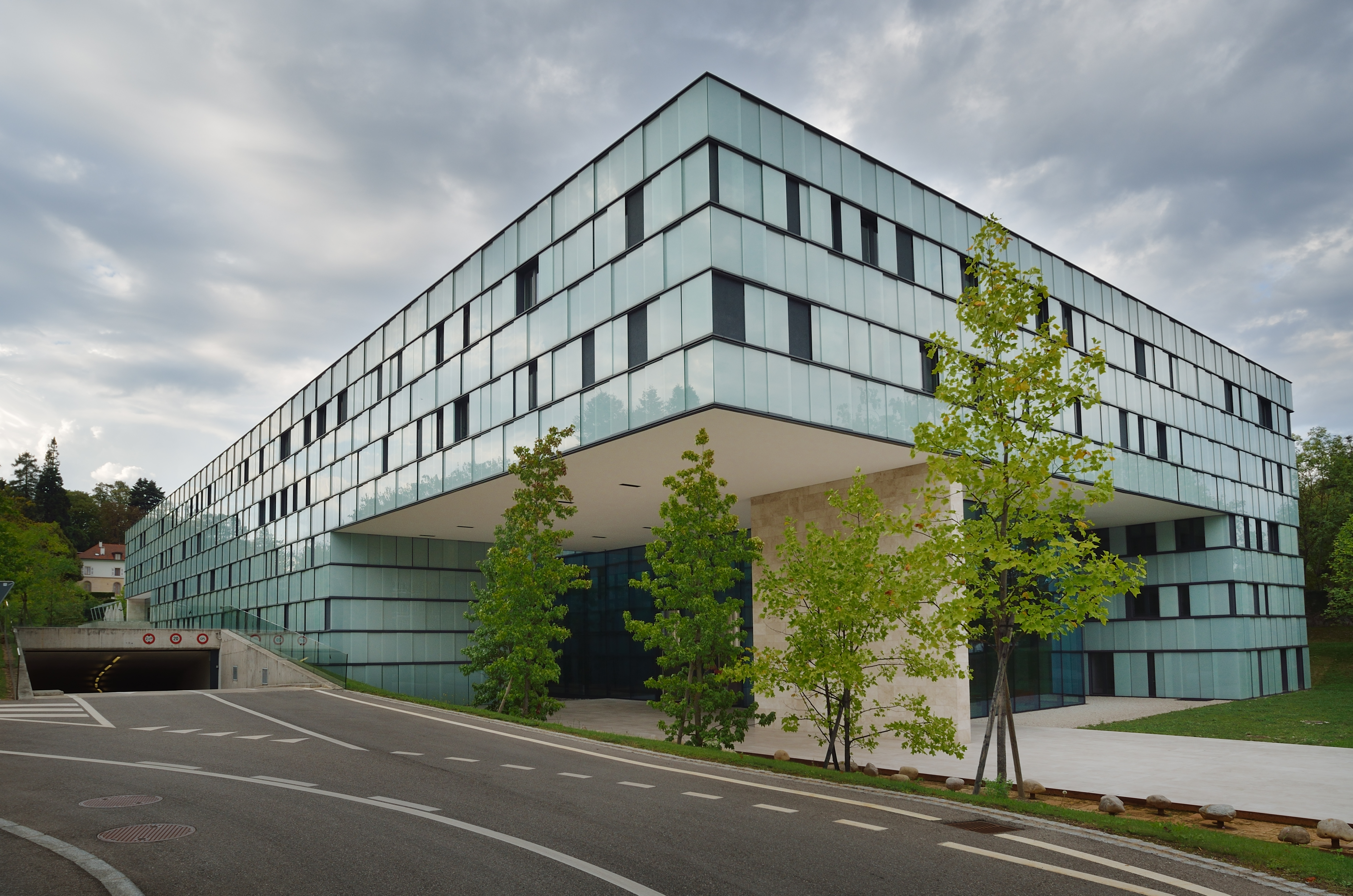
Sede da UNAIDS em Genebra, Suíça.

O diagnóstico de AIDS em uma pessoa infectada com o HIV é baseado na presença de certos sinais ou sintomas. Desde 5 de junho de 1981, muitas definições têm sido desenvolvidas para a vigilância epidemiológica. No entanto, o estadiamento clínico dos pacientes não era um destino para esses sistemas, pois eles não são sensíveis nem específicos. Nos países em desenvolvimento é usado o sistema de estadiamento da Organização Mundial da Saúde para infecção pelo HIV e para a doença, através de dados clínicos e de laboratório. Em países desenvolvidos, o sistema de classificação do Centers for Disease Control and Prevention (CDC) é usado.

### Classificação da OMS
Em 1990, a Organização Mundial da Saúde (OMS) agrupou essas infecções e condições em conjunto através da introdução de um sistema de estadiamento para pacientes infectados com HIV-1. Uma atualização ocorreu em setembro de 2005. A maioria dessas condições são infecções oportunistas que são facilmente tratáveis em pessoas saudáveis.
- estágio I: infecção pelo HIV é assintomática e não classificada como AIDS;
- estágio II: inclui pequenas manifestações mucocutâneas e recorrentes infecções do trato respiratório superior;
- estágio III: inclui diarreia crônica inexplicada por mais de um mês, as infecções bacterianas e a tuberculose pulmonar;
- estágio IV: inclui a toxoplasmose cerebral, candidíase do esôfago, traqueia, brônquios e pulmões e o sarcoma de Kaposi; essas doenças são indicadores da AIDS.[118]

### Sistema de classificação do CDC
Existem duas principais definições para a AIDS, ambos produzidos pelo Centers for Disease Control and Prevention (CDC). A velha definição é a referência para a AIDS usando doenças que eram associados a ela, como por exemplo a linfadenopatia, condição clínica pela qual os cientistas descobridores do HIV originalmente nomearam o vírus. Em 1993, o CDC expandiu a sua definição para a AIDS incluindo todas as pessoas HIV positivas com contagens de células T CD4 + abaixo de 200 por l de sangue ou 14% do total de linfócitos. A maioria dos novos casos de aids nos países desenvolvidos usam essa definição ou a definição pré-1993 do CDC. O diagnóstico de AIDS ainda está de pé, mesmo que, após o tratamento, a contagem de células T CD4 + sobe para acima de 200 por l de sangue ou outras doenças definidoras da AIDS são curados.

### Teste de HIV

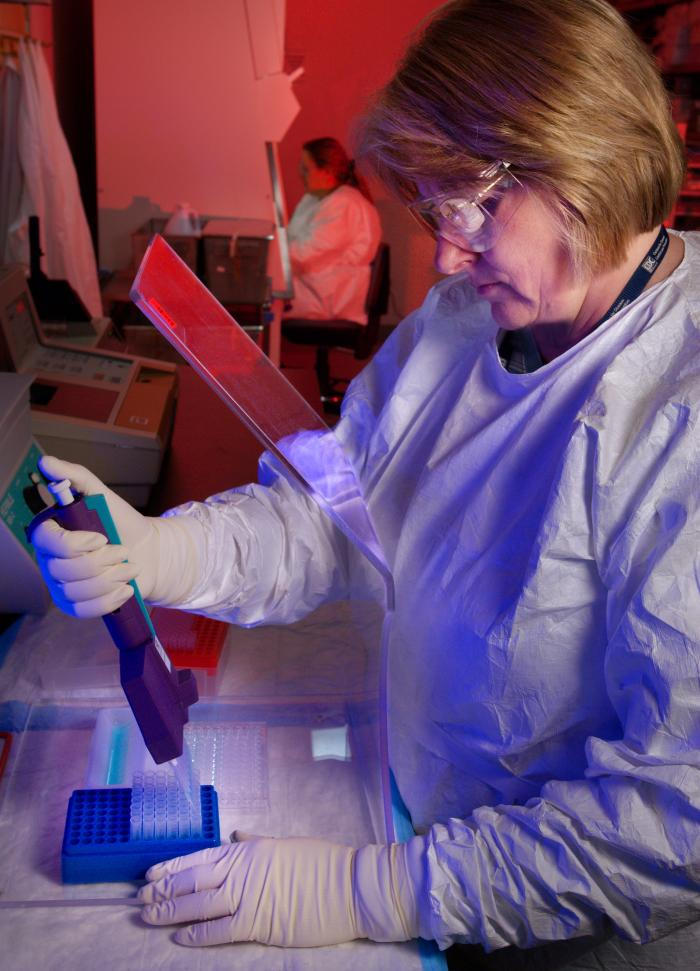
Exame de HIV ELISA

Muitas pessoas desconhecem que estão infectadas com o HIV. Menos de 1% da população sexualmente ativa urbana na África foi testada e esta proporção é ainda menor em populações rurais. Além disso, apenas 0,5% das mulheres grávidas que frequentam as unidades de saúde urbana são aconselhadas, testadas ou recebem os seus resultados. Mais uma vez, essa proporção é ainda menor nas unidades de saúde rurais. Assim, os produtos de doadores de sangue e do sangue utilizado em medicina e pesquisa médica são rastreados para o HIV.
Testes de HIV são geralmente realizados no sangue venoso. Muitos laboratórios utilizam testes de quarta geração de triagem que detectam anticorpos anti-HIV (IgG e IgM) e do antígeno p24 do HIV. A detecção de anticorpos anti-HIV ou antígeno em um paciente previamente conhecido como negativo, é evidência de infecção pelo HIV. Indivíduos cuja primeira amostra indica evidências de infecção pelo HIV terão uma repetição do teste em uma segunda amostra de sangue para confirmar os resultados.
O período de janela imunológica (tempo entre a infecção inicial e o desenvolvimento de anticorpos detectáveis contra a infecção) pode variar, uma vez que pode levar 3–6 meses para soroconversão e teste positivo. A detecção do vírus usando a reação em cadeia da polimerase (PCR) durante o período de janela é possível e as evidências sugerem que uma infecção pode ser detectada mais cedo do que quando se utiliza um teste de despistagem de quarta geração de AIA.
Os resultados positivos obtidos por PCR são confirmados por testes de anticorpos. Testes de HIV rotineiramente utilizados para a infecção em recém-nascidos e lactentes (isto é, pacientes com menos de 2 anos), nascidos de mães HIV-positivas, não têm valor por causa da presença de anticorpos maternos para o HIV no sangue da criança. A infecção pelo HIV só pode ser diagnosticada por PCR, o teste para HIV DNA pró-viral em linfócitos de crianças.

## Prevenção

### Contato sexual

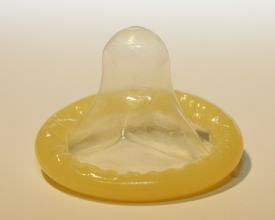
O preservativo é o método mais eficaz de prevenção do HIV/AIDS e outras doenças sexualmente transmissíveis (DST).

O uso de preservativos reduz o risco de transmissão de HIV em cerca de 80% a longo prazo. Quando os preservativos são utilizados de forma consistente por um casal em que uma das pessoas está infectada, a taxa de contaminação por HIV é inferior a 1% por ano. Há algumas evidências que sugerem que o preservativo feminino pode oferecer um nível de proteção equivalente. A aplicação de um gel vaginal contendo tenofovir (um inibidor da transcriptase reversa) imediatamente antes do sexo reduziu as taxas de infecção em aproximadamente 40% entre as mulheres africanas. Por outro lado, o uso do espermicida nonoxinol-9 pode aumentar o risco de transmissão, devido à sua tendência de causar irritação vaginal e retal. A circuncisão na África subsaariana "reduziu a contaminação de HIV por homens heterossexuais entre 38% e 66% em 24 meses". Com base nesses estudos, a Organização Mundial de Saúde e a UNAIDS recomendaram em 2007 a circuncisão como um método válido de prevenção da transmissão de HIV da mulher para o homem. A eficácia desse método na proteção contra a transmissão de homem para mulher ainda é contestada e os benefícios da circuncisão nos países desenvolvidos e entre homens que fazem sexo com homens ainda são indeterminados. Alguns especialistas temem que a menor percepção de vulnerabilidade entre homens circuncidados pode causar um comportamento sexual de maior risco, negando assim os métodos preventivos.

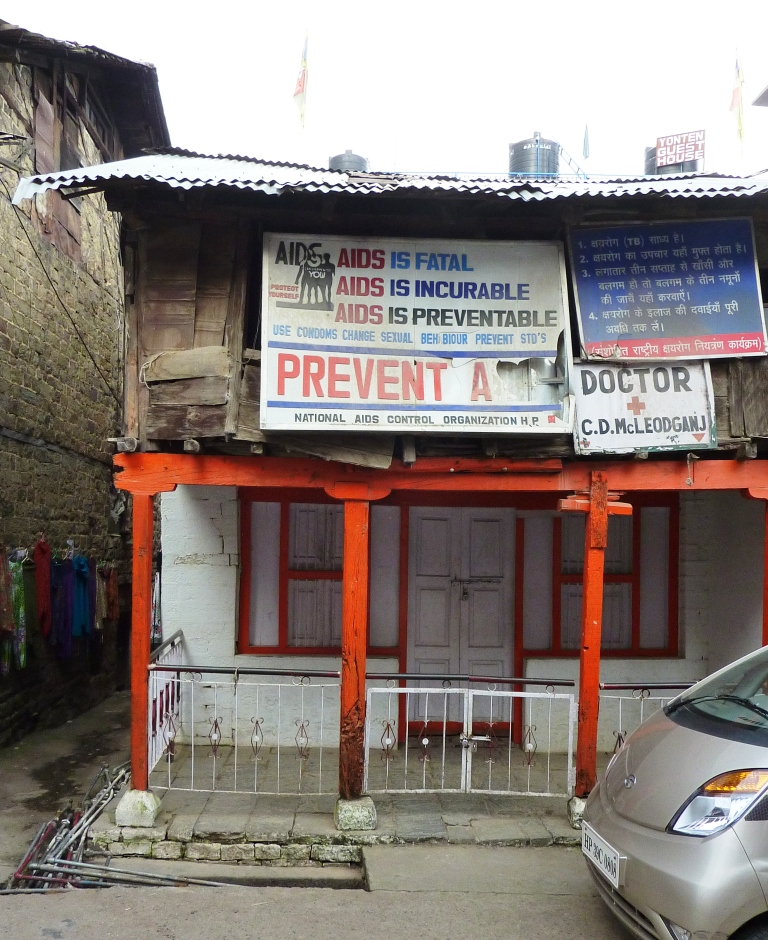
Uma clínica de prevenção da AIDS em Dharamshala, Himachal Pradesh, Índia.

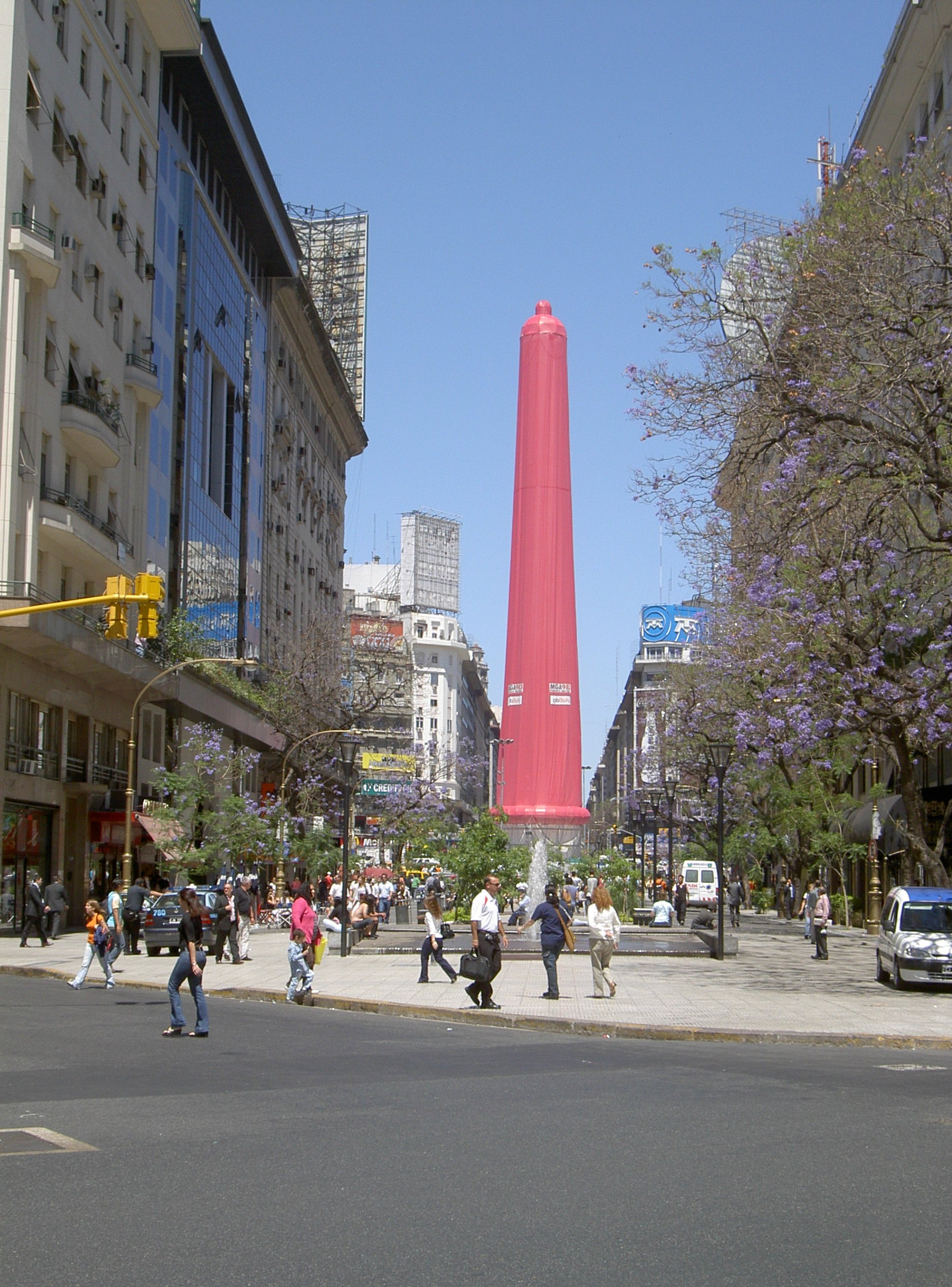
O Obelisco de Buenos Aires coberto por um preservativo de 67 metros durante o Dia Mundial de Combate à AIDS.

Programas de incentivo a abstinência sexual não parecem afetar o risco de contaminação por HIV. Evidências de benefícios em educação de casais também são igualmente pobres. No entanto, uma educação sexual abrangente, desde a escola, pode diminuir os comportamentos de alto risco. Uma minoria significativa de jovens continua a se envolver em práticas de alto risco, apesar de saberem sobre a existência e as consequências da AIDS, subestimando seu próprio risco de se infectar com o HIV. Não se sabe se o tratamento de outras doenças sexualmente transmissíveis é eficaz na prevenção do HIV.

### Pré-exposição
O tratamento de pessoas infectadas com HIV, cuja contagem de células CD4 for igual ou maior que 350 celulas/μL, com antirretrovirais protege 96% dos seus parceiros sexuais contra a infecção. Trata-se de uma redução de 10 a 20 vezes no risco de transmissão. A profilaxia pré-exposição com uma dose diária de tenofovir, com ou sem emtricitabina, é eficaz em uma série de grupos, incluindo homens que fazem sexo com homens, casais heterossexuais em que um dos membros está infectado pelo HIV e jovens africanos. Ela também pode ser eficaz em usuários de drogas injetáveis, sendo que um estudo determinou uma diminuição no risco entre 0,7 e 0,4 por 100 pessoas ao ano.
Algumas precauções universais dentro do ambiente de assistência de saúde são consideradas eficazes na redução do risco de contaminação por HIV. O uso de drogas injetáveis é um importante fator de risco e estratégias de redução de danos, como programas de troca de agulhas e de terapia de substituição de opiáceos, parecem ser eficazes em diminuir este risco.

### Pós-exposição
A administração de antirretrovirais dentro de 48 a 72 horas após a exposição ao sangue ou secreções genitais de uma pessoa infectada pelo HIV é o período referido como profilaxia pós-exposição (PPE). A utilização de um único antirretroviral, a zidovudina, reduz o risco de uma infecção por HIV em cinco vezes após um ferimento por picada de agulha. Em 2013, o regime de prevenção recomendado nos Estados Unidos consistia em três medicamentos: tenofovir, emtricitabina e raltegravir, alcançando uma redução ainda maior do risco.
O tratamento PPE é recomendado após uma agressão sexual quando sabe-se que o agressor seja HIV positivo, mas é controverso quando o seu estado sorológico é desconhecido. Geralmente, a duração do esquema profilático é de quatro semanas e é frequentemente associado com efeitos colaterais quando a zidovudina é usada; cerca de 70% dos casos resultam em sintomas adversos, como náuseas (24%), fadiga (22%), angústia emocional (13%) e dores de cabeça (9%).

### Mãe-filho
Programas de prevenção da infecção perinatal pelo HIV (de mãe para filho) podem reduzir as taxas de transmissão de 92 a 99%. A prevenção é principalmente usar uma combinação de medicamentos antivirais durante a gravidez e após o nascimento do bebê, além de usar mamadeiras ao invés de amamentar a criança. Se a substituição da alimentação é aceitável, factível, acessível, sustentável e segura, as mães devem evitar amamentar seus bebês; a amamentação exclusiva porém é recomendada durante os primeiros meses de vida, se este não for o caso. Se a amamentação exclusiva é realizada, o fornecimento de profilaxia antirretroviral prolongada ao lactente diminui o risco de transmissão do vírus.

### Vacinação e cura
Em 2012 ainda não existia uma vacina eficaz para o HIV/AIDS. Um único teste da vacina RV 144, publicado em 2009, encontrou uma redução parcial do risco de transmissão de cerca de 30%, estimulando alguma esperança na comunidade científica que pesquisa o desenvolvimento de uma vacina realmente eficaz. Mais estudos da vacina RV 144 estão em andamento.
Em 2007, médicos de uma clínica na Alemanha conseguiram curar um paciente com AIDS/SIDA e leucemia. Os médicos escolheram um doador que tivesse uma mutação no seu DNA capaz de defender o sistema contra o HIV. Após isso, fizeram o transplante de medula óssea no portador de SIDA e leucemia. A surpresa veio ao fazer novos testes, quando descobriu-se que o vírus HIV tinha sumido do organismo do paciente. Atualmente o paciente já está há mais de dois anos sem o vírus HIV e sem a leucemia, contudo, a doença ainda pode estar escondida em seu corpo. O médico que realizou a operação, no entanto, quis "minimizar falsas esperanças" geradas pelo sucesso da operação, que já foi retratada nas principais revistas especializadas, já que ele foi obtido em um caso "muito específico" e durante o tratamento de outra doença grave. Espera-se que este caso abra caminho para curar outros infectados. Em 2011, o Conselho Superior de Pesquisa Científica da Espanha (CSIC — sigla em espanhol) anunciou ter criado uma vacina que foi capaz de criar uma resposta imunológica contra o vírus HIV em 90% dos voluntários, mantendo seu efeito após um ano em 85% deles.
Em julho de 2019, os cientistas conseguiram eliminar o DNA da AIDS inteiramente do genoma de um animal vivo. O tratamento suprimiu a replicação do HIV, seguido por uma rodada de terapia de edição genética. Quando administrada sequencialmente, esta terapia combinada eliminou o HIV das células e órgãos de animais infectados.
O financiamento para a pesquisa de vacinas contra o HIV vem em parcelas de cinco anos, o que torna difícil alocar o dinheiro de forma eficiente para fazer uma vacina decolar. Ainda assim, esse fluxo de financiamento permitiu avanços na pesquisa do HIV, o que permitiu, em parte, o rápido sucesso de várias vacinas COVID-19. A tecnologia por trás do jab COVID-19 da Johnson & Johnson, por exemplo, foi desenvolvida pela primeira vez como uma estratégia para combater o HIV porque desencadeia uma forte resposta imunológica.
Um grande desafio é a imensa diversidade genética entre os vírus HIV que infectam pessoas em todo o mundo. Assim como o coronavírus, que possui variantes mais transmissíveis ou capazes de escapar de partes do sistema imunológico, o HIV também possui variantes. Mas é pior para o HIV. Isso porque o vírus faz novas cópias de seu projeto genético em uma grande velocidade, gerando dezenas de milhares de novas cópias todos os dias em uma única pessoa. Cada uma dessas novas cópias carrega em média pelo menos uma mutação única. Com o passar dos anos, uma única pessoa pode carregar uma miríade de variantes em seu corpo, embora apenas algumas variantes selecionadas possam ser transmitidas a outras pessoas. O principal problema que essas variantes representam para as vacinas é que algumas mutações estão em partes do vírus que o sistema imunológico tende a atacar. Essas mudanças podem essencialmente ajudar o vírus a ficar incógnito. Boas vacinas devem desencadear uma resposta imunológica capaz de lidar com essa vasta diversidade para fornecer ampla proteção contra infecções.
Talvez o maior obstáculo, entretanto, seja a natureza da infecção ao longo da vida. Muitos vírus desaparecem do corpo depois que o sistema imunológico os combate. Mas o HIV tem a capacidade de inserir seu projeto genético no DNA do hospedeiro, estabelecendo um reservatório oculto nas células imunológicas chamadas células T, que normalmente lutam contra infecções. Esse reservatório torna o vírus invisível para o sistema imunológico. Uma vez que o vírus habita seu novo esconderijo, o sistema imunológico não pode erradicá-lo, nem os tratamentos com medicamentos. Isso significa que é preciso ter imunidade protetora no dia, no momento da transmissão. Se o sistema imunológico não se livrar do vírus em 24 horas, o vírus estabelece residência permanente no hospedeiro.
Até 2021, houve menos de 10 ensaios clínicos para testar a eficácia de vacinas potenciais contra o HIV em pessoas. Dos seis testes que os cientistas concluíram, apenas uma vacina candidata se mostrou eficaz na prevenção da infecção. Ela é conhecida como RV144, que usa um total de seis injeções para os participantes ficarem completamente vacinados.
As quatro injeções “primárias” continham um vírus canarypox que é incapaz de se replicar nas células e carrega as instruções genéticas para selecionar proteínas do HIV. As células dos participantes produzem essas proteínas virais e desenvolvem uma resposta imunológica contra elas. Em seguida, os participantes também receberam dois “reforços”, uma injeção de um fragmento de proteína do HIV que é essencial para o vírus entrar nas células. A esperança era que os participantes desenvolvessem uma resposta imunológica forte e abrangente, dando a essas pessoas ampla proteção contra uma variedade de subtipos de HIV.

## Tratamento
Não existe atualmente nenhuma vacina disponível para o HIV ou um tratamento que cure o HIV/AIDS. Os únicos métodos conhecidos de prevenção baseiam-se evitar a exposição ao vírus ou, na falta disto, um tratamento antirretroviral diretamente após a exposição, chamado profilaxia pós-exposição (PEP). A PEP tem um calendário muito exigente de quatro semanas de dosagem, além de também ter efeitos secundários muito desagradáveis, como diarreia, mal estar, náuseas e fadiga. Em 2010 havia mais de 6,6 milhões de pessoas que mantinham esse tipo de tratamento em países de baixa e média renda.

### Antirretroviral

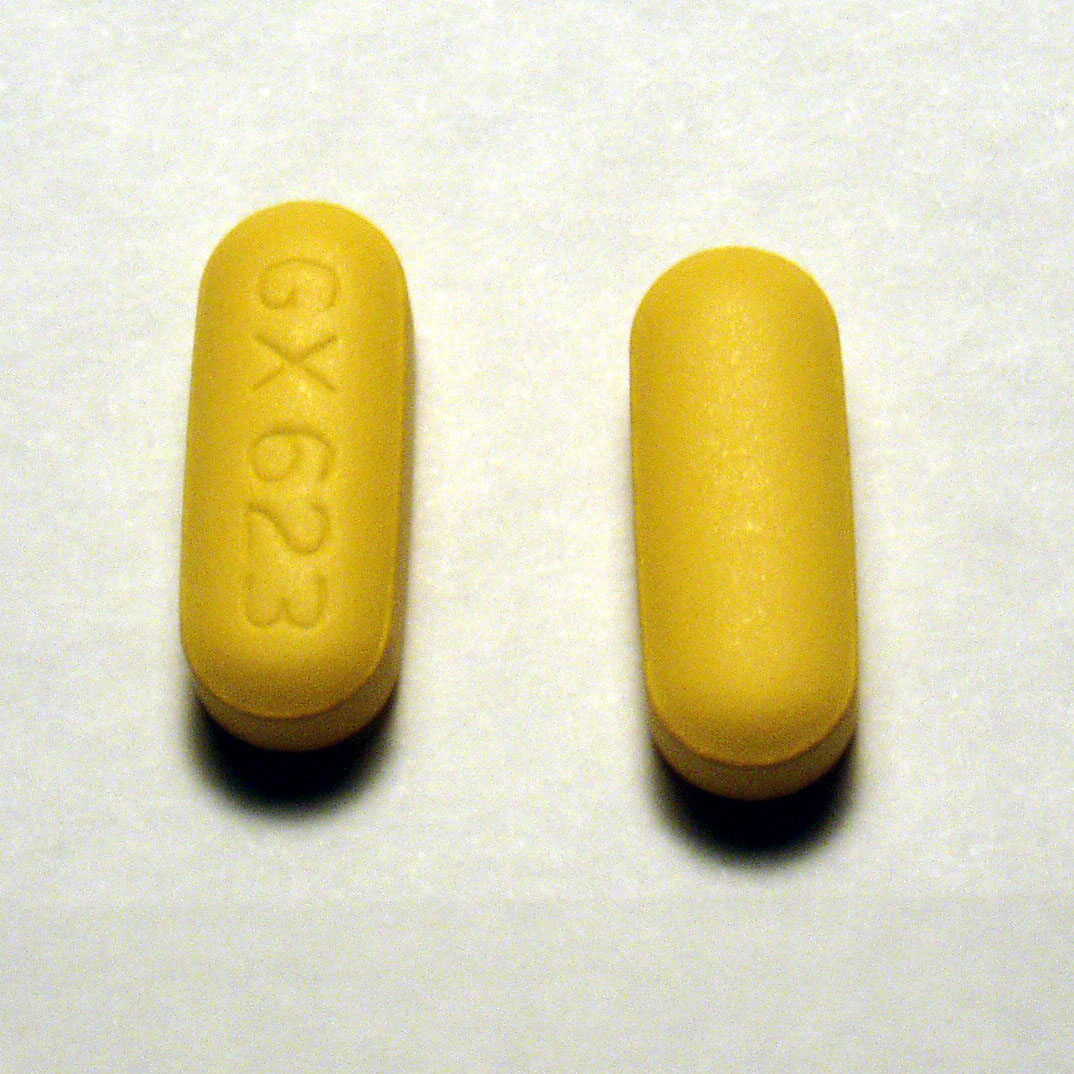
Abacavir — um análogo nucleosídeo inibidor da transcriptase reversa (NRTIs ou NARTI)

As opções de terapias antirretrovirais atuais são combinações (ou "coquetéis") que são compostas por pelo menos três medicamentos pertencentes a, no mínimo, dois tipos (ou "classes") de agentes antirretrovirais diferentes. Inicialmente, o tratamento é dado tipicamente através de um inibidor da transcriptase reversa não nucleósido (NNRTI — sigla em inglês), além de dois inibidores da transcriptase reversa análogos de nucleósidos (NRTI — sigla em inglês). Os NRTIs típicos incluem: zidovudina (AZT) ou tenofovir (TDF) e lamivudina (3TC) ou emtricitabina (FTC). As combinações de agentes, que incluem inibidores de protease, são usados se o regime acima perder eficácia.
O momento de iniciar a terapia antirretroviral ainda é uma questão em debate. A Organização Mundial da Saúde (OMS), governos europeus e os Estados Unidos recomendam que os antirretrovirais sejam administrados em todos os adolescentes, adultos e mulheres grávidas com uma contagem de CD4 inferior a 350/μl ou aqueles com apresentação de sintomas, independentemente da contagem de CD4. Isto é apoiado pelo fato de que, se o tratamento for iniciado neste nível, o risco de morte é reduzido. Em adição, os Estados Unidos recomendam o tratamento para todas as pessoas infectadas com HIV, independentemente da contagem de CD4 ou da apresentação de sintomas, no entanto, faz esta recomendação com menos convicção para aqueles com contagens mais elevadas. A OMS também recomenda o tratamento para aqueles que estão co-infectados com tuberculose ou com hepatite B crônica e ativa. Uma vez iniciado o tratamento, recomenda-se que a administração dos medicamentos continue sem interrupções ou "pausas". Muitas pessoas são diagnosticadas apenas após o momento de quando o tratamento ideal deveria ter começado. O resultado de longo prazo esperado da terapia é uma contagem de plasma HIV-RNA abaixo das 50 cópias/μL. Níveis para determinar se o tratamento é eficaz são inicialmente recomendados depois de quatro semanas do seu início e, quando os níveis caem abaixo de 50 cópias/μL, são recomendados exames médicos a cada três a seis meses. O controle é considerado inadequado quando a taxa for maior do que 400 cópias/μL. Com base nestes critérios, o tratamento é eficaz em mais de 95% dos pacientes durante o primeiro ano.

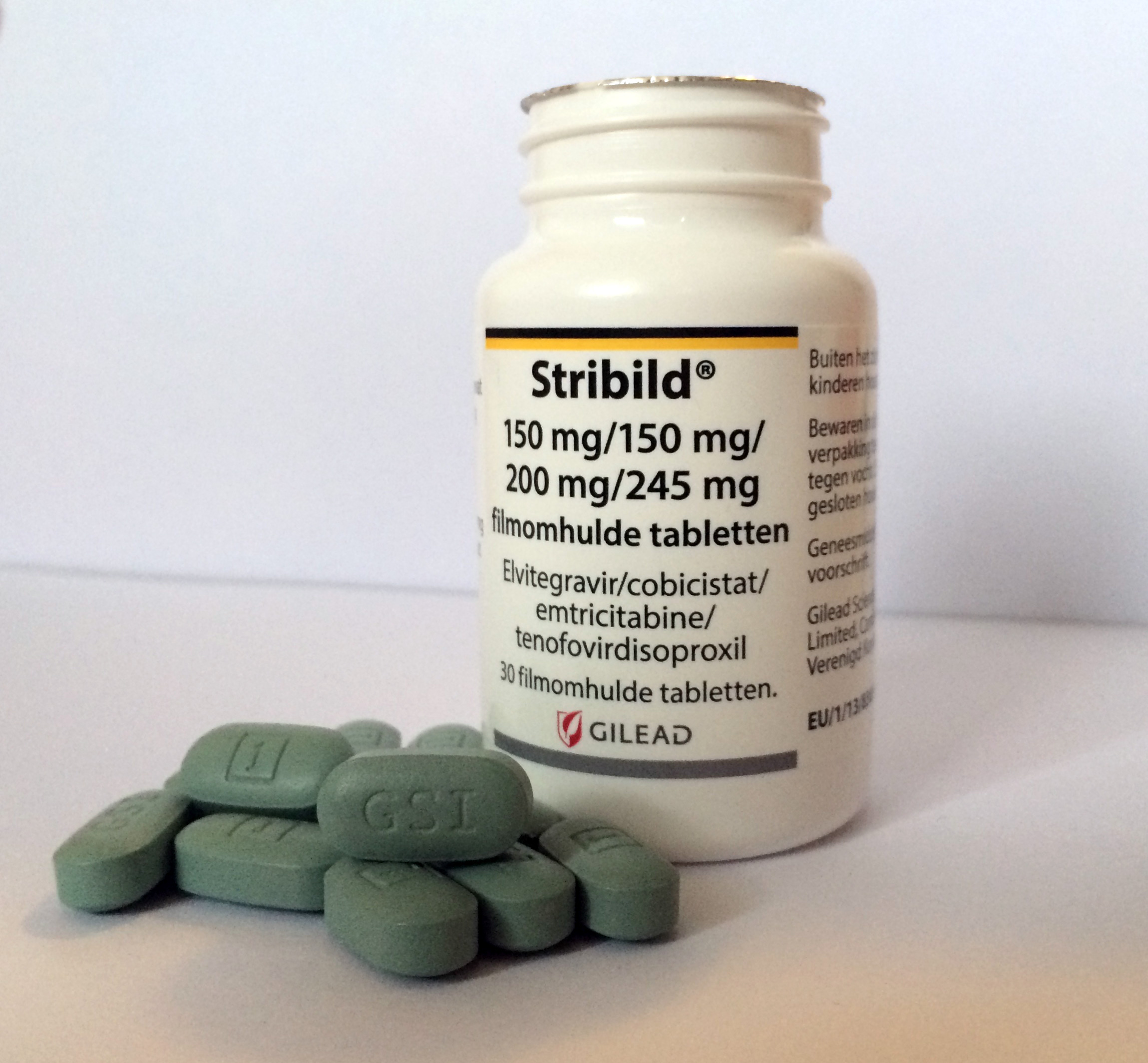
Com o desenvolvimento da terapia antirretroviral, em 1996, a mortalidade e as infecções oportunistas foram reduzidas em mais de 72%. Já é possível viver mais de 25 anos com HIV sem apresentar nenhum sintoma ou efeito colateral.

Entre os benefícios da terapia antirretroviral estão a diminuição do risco de desenvolver a AIDS e a diminuição do risco de morte. No mundo em desenvolvimento, os antirretrovirais também melhoram a saúde física e mental do portador do vírus. Com o tratamento, o risco de contrair tuberculose cai em cerca de 70%. Entre os benefícios adicionais estão a diminuição do risco de transmissão da doença aos parceiros sexuais e uma diminuição da chance de transmissão da mãe para o filho. A eficácia da terapia depende, em grande parte, da manutenção correta do tratamento. Entre as razões para a não adesão aos antirretrovirais por portadores do HIV estão a falta de acesso a assistência médica, apoio social inadequado, doenças mentais e abuso de drogas. A complexidade dos regimes de tratamento (devido ao número de comprimidos e à frequência de administração) e os efeitos adversos podem reduzir a adesão dos pacientes à terapia. Mesmo que o custo seja uma questão importante para alguns medicamento, 47% das pessoas que precisavam deles receberam os antirretrovirais em países de baixa e média renda em 2010. A taxa de adesão é semelhante em países de baixa renda e alta renda.
Efeitos adversos específicos estão relacionados com o medicamento usado. Alguns relativamente comuns incluem: lipodistrofia, dislipidemia e diabetes mellitus, especialmente com os inibidores de protease. Outros sintomas comuns incluem diarreia e um aumento no risco de doença cardiovascular. Tratamentos recomendados mais recentes estão associados com menos efeitos adversos e certos medicamentos podem estar associados com defeitos congênitos e, portanto, podem ser inadequados para mulheres que queiram ter filhos.
As recomendações de tratamento para crianças são um pouco diferentes daquelas direcionadas aos adultos. No mundo em desenvolvimento, em 2010, 23% das crianças que precisavam de tratamento tinham acesso a ele. A OMS e os Estados Unidos recomendam o tratamento para todas as crianças com menos de 12 meses de idade. Para os pacientes entre um e cinco anos de idade, os Estados Unidos recomendam o tratamento para aqueles com contagens de HIV-RNA superiores a 100 000 cópias/μL. Naqueles com mais de cinco anos, a terapia é indicada quando a contagem de CD4 for menor que 500/μl.

### Infecções oportunistas
Medidas para prevenir infecções oportunistas são eficazes em muitas pessoas com HIV/AIDS. Além de melhorar a doença daquele momento, o tratamento com antirretrovirais reduz o risco de desenvolver infecções oportunistas adicionais. A vacinação contra hepatite A e B é recomendada para todas as pessoas em risco de se infectarem pelo HIV; no entanto, a vacina também pode ser dada após a infecção. A profilaxia de trimetoprim/sulfametoxazol em bebês entre quatro e seis semanas de idade e a interrupção da amamentação em crianças nascidas de mães portadoras do HIV são recomendadas em ambientes com recursos limitados. Também é recomendado evitar PCP quando a contagem de CD4 de uma pessoa for inferior a 200 células/uL e em quem tem ou já teve PCP. Pessoas com imunossupressão substancial também são aconselhadas a receber terapia profilática para toxoplasmose e meningite cryptococcus. Medidas preventivas adequadas reduziram a taxa dessas infecções em 50% entre 1992 e 1997.

### Medicina alternativa
Nos Estados Unidos, aproximadamente 60% das pessoas com HIV utilizam várias formas de medicina alternativa ou complementar, embora a eficácia da maior parte destes tratamentos terapêuticos seja questionada. No que diz respeito ao aconselhamento nutricional, existe algumas evidências que mostram benefícios através do uso de suplementos de micronutrientes. As provas da eficácia da suplementação com selênio são mistas, com alguma evidência experimental de benefício. Há alguma evidência de que suplementos de vitamina A em crianças reduzem a mortalidade e melhoram o crescimento. Na África, mulheres grávidas e lactantes nutricionalmente comprometidas receberam uma suplementação multivitamínica que apresentou bons resultados para as mães e as crianças. A ingestão dietética de micronutrientes por adultos infectados pelo HIV é recomendada pela Organização Mundial da Saúde. A OMS afirma ainda que vários estudos indicam que a suplementação de vitamina A, zinco e ferro pode produzir efeitos adversos em adultos HIV positivos. Não há evidência suficiente para apoiar o uso de medicamentos à base de plantas.

### Paciente de Berlim
O caso de Timothy Ray Brown, conhecido como "paciente de Berlim", foi o primeiro caso de "cura" para o HIV, já que o vírus foi completamente eliminado de seu corpo, mesmo com a descontinuidade da terapia antirretroviral. Após ser diagnosticado com HIV, os médicos detectaram uma leucemia mieloide aguda (um tipo de câncer que afeta o sistema imunológico) e o paciente recebeu transplante de medula óssea.
Acredita-se que a completa eliminação do vírus de seu organismo foi possível por dois motivos. Primeiro, o paciente foi submetido a diversas sessões de quimioterapia para a realização do transplante, o que eliminou grande parte das células que continham reservatórios. Segundo, o indivíduo doador continha uma mutação no gene responsável por codificar o co-receptor CCR5 — importante no processo de entrada do vírus nas suas células-alvo —, que suprimia sua expressão; assim, a nova população de células do sistema imune não possuía tal proteína em sua superfície, sendo resistente à infecção pelo vírus e impedindo a formação de novos reservatórios. Tal procedimento foi repetido na tentativa de conseguir eliminar o vírus em outros pacientes, porém ainda não se obteve sucesso, já que volta a haver aumento da carga viral sem a terapia antirretroviral. Em 2019, no entanto, foi anunciado que outros dois pacientes que passaram por um procedimento de transplante de medula óssea também conseguiram eliminar o vírus do organismo.
Porém tal procedimento só é adequado para pacientes que precisam de transplante de medula óssea por outra razão que não a infecção por HIV, além de que apresenta muitos riscos e desafios, pois deve-se encontrar um indivíduo com haplótipo de HLA compatível para o transplante e que também seja homozigoto para a mutação no gene do co-receptor CCR5 e o acompanhamento clínico deve ser bem rigoroso. Em casos em que o doador não carregava o gene codificante do CCR5, após o transplante, observou-se uma queda na carga viral por alguns anos, porém houve recidiva da doença meses após a descontinuidade da terapia antirretroviral, mostrando que a mutação em tal gene foi importante para a cura do paciente de Berlim.

## Prognóstico

Esperança de vida corrigida pela incapacidade e padronizada para a idade para HIV e AIDS (por 100 mil habitantes — 2004).
sem dados
≤ 10
10–25
25–50
50–100
100–500
500–1000
1000–2500
2500–5000
5000–7500
7500-10000
10000-50000
≥ 50000

A AIDS tornou-se uma doença crônica em muitas áreas do mundo, ao invés de uma doença aguda e fatal. O prognóstico varia entre as pessoas e tanto a contagem de células CD4 quanto a taxa de carga viral são úteis para resultados previsíveis. Sem tratamento, o tempo médio de sobrevivência após a infecção pelo HIV é estimado entre 9 e 11 anos, dependendo do subtipo do vírus. Após o diagnóstico de AIDS, se o tratamento não estiver disponível, o período de sobrevivência é de entre 6 e 19 meses. A terapia antirretroviral e a prevenção apropriada de infecções oportunistas reduzem a taxa de mortalidade em 80% e aumentam a expectativa de vida para um jovem adulto recém-diagnosticado entre 20 e 50 anos. Isto é quase dois terços da população geral. Se o tratamento for iniciado no final da infecção, o prognóstico não é tão bom: por exemplo, se o tratamento for iniciado após o diagnóstico de AIDS, a expectativa de vida é de cerca de 10 a 40 anos. Metade dos bebês nascidos com HIV morrem antes dos dois anos de idade, sem tratamento.
As principais causas de morte por HIV/AIDS são as infecções oportunistas e alguns tipos de câncer, os quais são muitas vezes resultado de uma falha progressiva do sistema imunológico. O risco de câncer parece aumentar conforme a contagem de CD4 for inferior a 500/μL de sangue. A taxa de progressão clínica da doença é muito variável entre os indivíduos e é afetada por uma série de fatores, como a suscetibilidade da pessoa e sua função imunológica, como acesso a assistência médica, presença de doenças oportunistas e a cepa (ou estirpe) em particular do vírus envolvido na infecção.
A co-infecção por tuberculose é uma das principais causas de doença e morte em pacientes com HIV/AIDS, presente em um terço de todas as pessoas infectadas pelo HIV e que causa 25% das mortes relacionadas com esse vírus. O HIV é também um dos mais importantes fatores de risco para a tuberculose. A hepatite C é outra infecção oportunista muito comum em que cada doença aumenta a progressão da outra. Os dois tipos de câncer mais comuns associados ao HIV/AIDS são o sarcoma de Kaposi e o linfoma não Hodgkin.
Mesmo com o tratamento antirretroviral, a longo prazo, as pessoas infectadas pelo HIV podem desenvolver perturbações neurocognitivas, osteoporose, neuropatia periférica, diversos tipos de câncer, nefropatia e doença cardiovascular. Ainda não está claro se estas condições são resultado da infecção pelo HIV ou de efeitos adversos do tratamento.

## Epidemiologia
| 20% ≤ x 15% ≤ x < 20% 10% ≤ x < 15% | 5% ≤ x < 10% 3% ≤ x < 5% 2% ≤ x < 3% 1% ≤ x < 2% | 0.5% ≤ x < 1% 0.2% ≤ x < 0.5% x < 0.2% Sem dados |

Taxa de prevalência de HIV/AIDS em adultos por país. Dados mais recentes da UNAIDS e The World Factbook de 2020.

A pandemia da AIDS também pode ser vista como várias epidemias de subtipos distintos, cujos principais fatores na sua propagação são a transmissão sexual e a transmissão vertical de mãe para filho, no nascimento ou através do leite materno. Apesar da recente melhora do acesso ao tratamento antirretroviral e os cuidados de prevenção em muitas regiões do mundo, a pandemia da AIDS custou cerca 2,1 milhões de vidas (variação de 1,9–2,4 milhões) em 2007, sendo que 330 mil pessoas eram menores de 15 anos. Globalmente, cerca de 33,2 milhões de pessoas viviam com o HIV em 2007, incluindo 2,5 milhões de crianças. Estima-se que 2,5 milhões (variação de 1,8–4,1 milhões) pessoas foram infectadas em 2007, incluindo 420 mil crianças.
A África subsariana continua sendo, majoritariamente, a região mais afetada pela doença. Estima-se que em 2007, a região continha 68% de todas as pessoas vivendo com AIDS e 76% de todos os óbitos por AIDS do mundo. Com 1,7 milhões de novas infecções, o número de pessoas vivendo com HIV foi para 22,5 milhões, sendo que 11,4 milhões de órfãos da AIDS vivendo na região vivem nessa área do continente africano. Ao contrário de outras regiões, a maioria das pessoas vivendo com o HIV na África subsaariana em 2007 (61%) eram mulheres. A prevalência em adultos em 2007 foi estimada em 5% e a AIDS continua a ser a maior causa de mortalidade nesta região do planeta.
A África do Sul tem a maior população de portadores do HIV no mundo, seguida pela Nigéria e pela Índia. O sul e o sudeste da Ásia são a região afetada da pior forma e, em 2007, estima-se que esta região continha 18% de pessoas vivendo com a AIDS e cerca de 300 mil dos óbitos devido a doença no mundo. A Índia tem cerca de 2,5 milhões de infecções e uma prevalência estimada em adultos de 0,36%. A expectativa de vida da população caiu drasticamente nos países mais afetados pelo vírus; em 2006, por exemplo, estima-se que a expectativa de vida ao nascer caiu de 65 para 35 anos em Botswana.
Nos Estados Unidos, jovens mulheres afro-americanas também estão em risco invulgarmente elevado de infecção pelo HIV. Os afro-americanos formam 10% da população, mas respondem por cerca de metade dos casos de HIV/AIDS em todos os Estados Unidos. Isto acontece devido, em parte, à falta de informações sobre a AIDS e a uma percepção de que não são vulneráveis ao vírus, além do acesso limitado a recursos médicos e uma maior probabilidade de manter contato sexual sem o uso de preservativo.

### Mundo lusófono
África e Timor-Leste
Nos Países Africanos de Língua Oficial Portuguesa (PALOP) a doença também é presente. Cerca de 2,1% da população adulta de Angola está infectada pelo vírus HIV, o que totaliza cerca de 180 mil pessoas convivendo com a doença no país. Em Cabo Verde, a taxa de prevalência estimada por infecção do HIV é de 0,5% e 1,5% e, até 2006, 1 940 casos confirmados haviam sido registrados no país. Guiné-Bissau tem uma prevalência de HIV estimada entre 7,3% da população, o que caracteriza uma situação de epidemia de HIV generalizada. Em Moçambique, a taxa de prevalência do HIV é de cerca de 16% da população, ou cerca de 1,6 milhão de pessoas que convivem com a epidemia do vírus no país. São Tomé e Príncipe apresenta uma taxa de infecção pelo HIV de 1%. No Timor-Leste não há dados precisos sobre o número de infectados pelo vírus.
Brasil

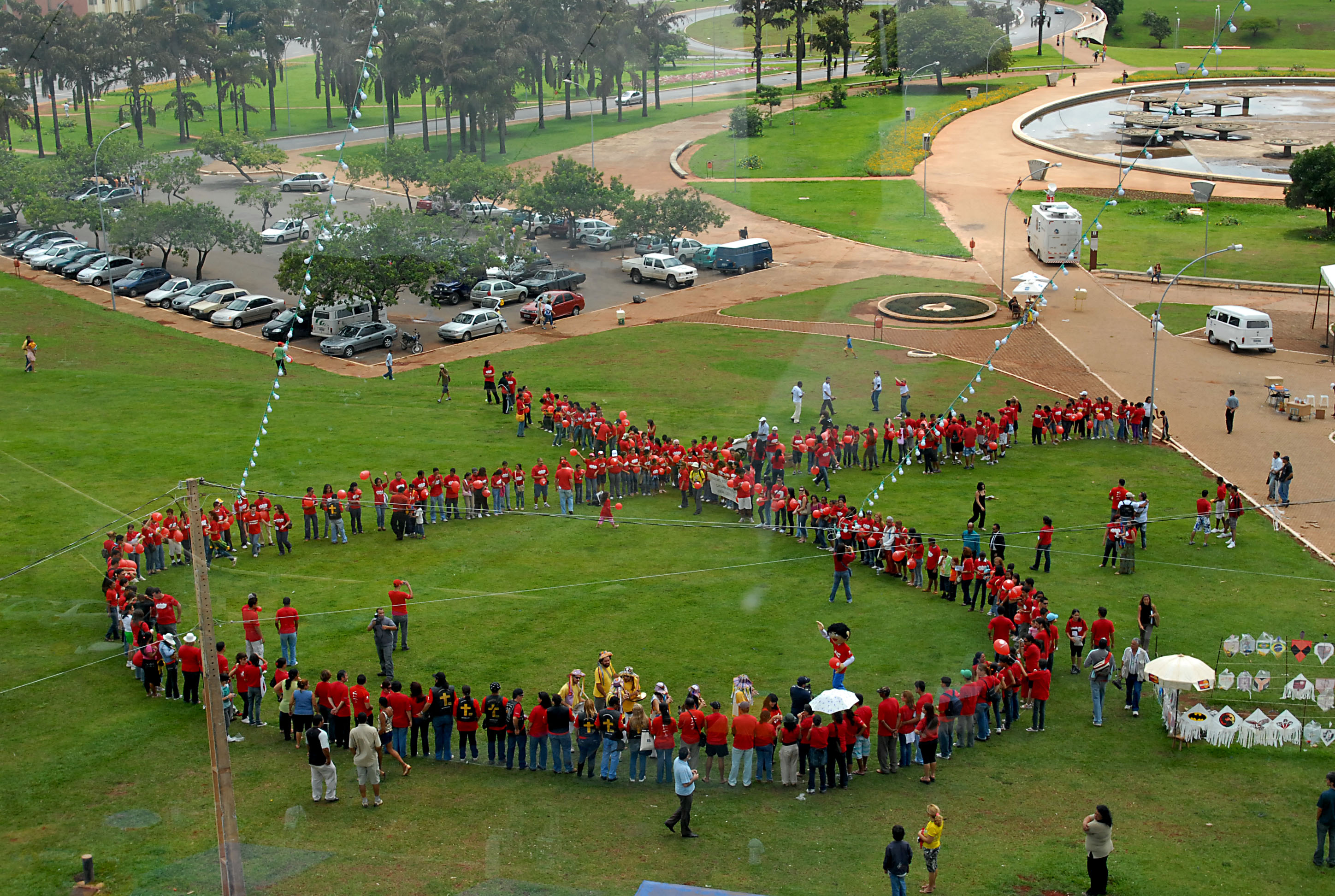
Manifestação pelo Dia Mundial de Combate à AIDS, em Brasília.

No Brasil, estima-se que existam 630 mil pessoas vivendo com o HIV, ou 0,6% da população adulta. De 1980 (o início da epidemia) até junho de 2009, foram registrados 217 091 óbitos em decorrência da doença. Cerca de 33 mil a 35 mil novos casos da doença são registrados todos os anos no país. A região sudeste tem o maior percentual (59%) do total de notificações por ser a mais populosa do país, com 323 069 registros da doença. O sul concentra 19% dos casos; o nordeste, 12%; o centro-oeste, 6%; e a região norte, 3,9%. Dos 5 564 municípios brasileiros, 87,5% (4 867) registraram pelo menos um caso da doença. Um estudo publicado em 2014 no Brasil mostrou que a maior parte dos novos casos de infecção por HIV no país acometem os heterossexuais (principalmente mulheres), que respondem por 67,5% dos casos registrados em 2012.
Portugal
Em Portugal, no ano de 2013 foram diagnosticados quase três casos por dia de infeção por VIH/Sida, o que equivale a um total de 1 093 situações e a uma taxa de 10,5 novas infeções por 100 000 habitantes. Desde 1983, quando o primeiro caso da doença foi registrado em Portugal, e até 2013, o governo do país diagnosticou cerca de 47 390 casos de infeção por VIH/Sida e a percentagem de pessoas que tomam conhecimento do seu estado seropositivo para o VIH quando vão doar sangue é o mais elevado da Europa Ocidental, numa estimativa de 100 por cada milhão de habitantes.
O relatório do Instituto Nacional de Saúde Dr. Ricardo Jorge (INSA) relativo à situação da doença a 31 de dezembro de 2013 refere que 20,7% das situações diagnosticadas nesse ano já se encontravam no estado de sida. O número de novos diagnósticos em homens foi 2,4 vezes superior ao das mulheres, com a idade mediana à deteção da infeção a ser de 40 anos. O modo de transmissão mais frequente do VIH foi o contacto heterossexual, referido em 61% dos casos, com a transmissão por relações sexuais entre homens a surgir em 43% dos novos casos. Os homossexuais tendem a ser mais jovens que os heterossexuais à data do diagnóstico, com metade a terem menos de 32 anos. A transmissão por consumo de droga representou sete por cento dos diagnósticos.
No que se refere à infeção nas crianças, desde o diagnóstico do primeiro caso pediátrico, em 1984, foram notificados 479 casos até 2013 com igual distribuição entre sexos e com o modo de transmissão mais frequente a ser o contágio mãe-filho. O relatório "Portugal em Números 2015 — Infeção VIH, SIDA e Tuberculose", apresentado pela Direção-Geral da Saúde (DGS), revela que em 2014 houve um decréscimo de 17,3% no número de novos casos de infeção pelo vírus HIV em relação a 2013.

## Cultura e sociedade

### Estigma

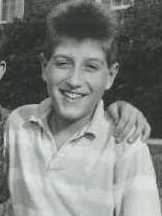
Ryan White tornou-se uma criança símbolo do HIV depois de ser expulso da escola por causa de sua infecção.

Não se desenvolve AIDS apenas ao conviver socialmente com um soropositivo. Apertar a mão, abraçar ou compartilhar o uso de utensílios domésticos não traz nenhum risco de contágio.
No entanto, o estigma da AIDS persiste no mundo em uma variedade de maneiras, como através do ostracismo, da rejeição e da discriminação de pessoas portadoras do HIV; da aplicação de testes de HIV de forma obrigatória, sem o consentimento prévio ou a proteção da confidencialidade das pessoas; violentar indivíduos infectados pelo HIV ou pessoas que são consideradas como infectadas pelo HIV e colocar pessoas HIV positivo em quarentena. O medo da violência e do preconceito impede que muitas pessoas que procuram fazer o teste clínico, retornem para ver o resultado ou iniciem o tratamento, transformando o que poderia ser uma doença crônica tratável em uma sentença de morte, além de perpetuar a propagação do vírus.
O estigma pode ser dividido em três categorias:
- reflexo do medo e do receio de que possam ser associadas com alguma doença mortal e transmissível;[246]
- o uso do HIV/AIDS para expressar atitudes em relação a grupos sociais e estilos de vida que alguns acreditam estarem associados com a doença;[246]
- estigmatização de pessoas ligadas à questão do HIV/AIDS ou pessoas HIV positivas.[247]

Muitas vezes, o estigma da AIDS é expresso em conjunto com um ou mais estigmas, particularmente aqueles associados com homossexualidade, bissexualidade, promiscuidade, prostituição e uso de drogas intravenosas. Em muitos países desenvolvidos, há uma associação entre AIDS e homossexualidade ou bissexualidade e esta associação está relacionada com níveis mais elevados de preconceito sexual, tais como atitudes homofóbicas. Existe também uma associação preconceituosa entre a doença e todo tipo de comportamento sexual entre dois homens, incluindo o sexo entre homens saudáveis e sem qualquer infecção.

### Reação da comunidade LGBT

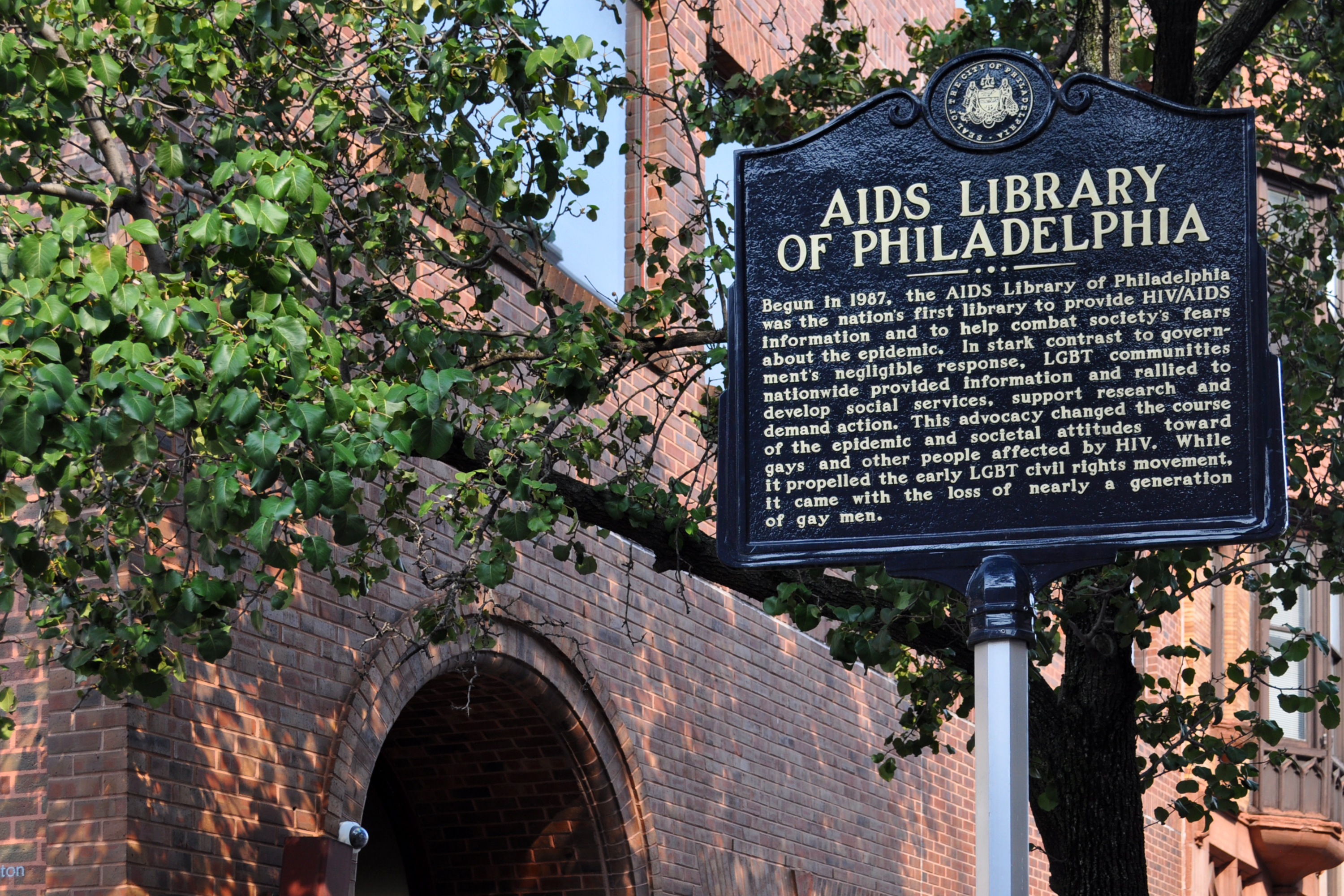
Placa sobre a AIDS Library of Philadelphia, localizada no centro histórico da cidade americana. Primeira biblioteca do país a fornecer informações sobre HIV/AIDS.

Nos anos 1980, a AIDS teve um impacto significativo nas comunidades LGBTQ+, especialmente em bairros gays, como os de San Francisco (Castro) e Nova York (Greenwich Village e Chelsea). Esses locais se tornaram centros de mobilização contra a crise de saúde pública, marcada por medo, estigmatização e desinformação. Grupos ativistas, como o ACT UP, surgiram para exigir ações governamentais e melhores tratamentos, refletindo a urgência da situação. A epidemia também expôs desigualdades sociais e a falta de recursos de saúde adequados para a população LGBTQ+. A resposta lenta do governo gerou um sentimento de abandono entre os afetados. Eventos que antes celebravam a diversidade passaram a ser momentos de luto e resistência, impactando profundamente a saúde mental e emocional da comunidade gay.
Um exemplo importante é a "AIDS Library of Philadelphia", inaugurada em 1987, que foi a primeira biblioteca do país a fornecer informações sobre HIV/AIDS e a combater o preconceito relacionado à epidemia. Em contraste com a resposta governamental, as comunidades LGBT se mobilizaram para desenvolver serviços sociais e apoiar pesquisas, mudando o curso da epidemia e as atitudes sociais em relação aos gays e outras pessoas afetadas pelo HIV. Essa luta, embora tenha impulsionado o movimento pelos direitos civis LGBT, resultou na perda de quase uma geração de homens gays.

### Impacto econômico

Mudanças na expectativa de vida entre 1960 e 2012 em alguns países africanos duramente atingidos pelo HIV

O HIV e a AIDS afetam o crescimento econômico de países, ao reduzir a disponibilidade de capital humano. Sem alimentação e assistência médica adequadas, o que geralmente está disponível em países desenvolvidos, uma grande quantidade de pessoas sofrem e morrem de complicações relacionadas à AIDS no mundo. Elas não só são incapazes de trabalhar, mas também necessitam de assistência médica frequente. A previsão é de que isto provavelmente irá causar um colapso das economias e das sociedades em países com uma população portadora da AIDS significativa. Em algumas áreas altamente infectadas, a epidemia deixou para trás muitos órfãos que passaram a serem cuidados por avós idosos.
O aumento da mortalidade tem resultados em uma população qualificada e uma força de trabalho menor. Esta força de trabalho menor é constituída por pessoas cada vez mais jovens, com conhecimentos e experiências de trabalho reduzidas, levando à redução da produtividade do país todo. Um aumento no tempo de folga dos trabalhadores para cuidar de familiares doentes ou de licenças por doença também reduzem a produtividade. O aumento da mortalidade reduz os mecanismos de capital humano e de investimento nas pessoas, através da perda da renda e da morte dos pais.
Por afetar principalmente jovens adultos, a AIDS reduz a população tributável de uma nação, por sua vez, reduzindo os recursos disponíveis para gastos públicos como educação e serviços de saúde não relacionados à AIDS, resultando em um aumento da pressão sobre as finanças do governo e em um crescimento mais lento da economia. Isso resulta em um menor crescimento da base de cálculo, um efeito que é reforçado se houver gastos crescentes para tratar os doentes, em treinamento (para substituir trabalhadores doentes), subsídios de doença e para cuidar dos órfãos da AIDS. Isto é especialmente verdadeiro se o aumento acentuado da mortalidade adulta deslocar a responsabilidade da família para o governo em cuidar desses órfãos.
No nível familiar, os resultados da AIDS são a perda de renda e o aumento dos gastos com saúde pelo responsável da família. Um estudo realizado na Costa do Marfim mostrou que famílias com um paciente HIV/AIDS gastam duas vezes mais em despesas médicas do que outras famílias.

### Mídia

David Kirby, um ativista anti-AIDS, fotografado por Therese Frare com sua família em seu leito de morte. A imagem foi publicada na revista Life, além de ter sido usada numa controversa campanha da Benetton

Um dos primeiros casos de AIDS entre famosos aconteceu com o estadunidense Rock Hudson, um ator homossexual que tinha sido casado e se divorciou, que morreu em 2 de outubro de 1985 após ter anunciado que era portador do vírus em 25 de julho daquele mesmo ano. Ele havia sido diagnosticado em 1984.
Em 24 de novembro de 1991, o vírus ceifou a vida do roqueiro britânico Freddie Mercury, vocalista da banda Queen, que morreu de uma doença relacionada à AIDS, sendo que o diagnóstico da doença só foi revelado no dia anterior. No entanto, ele tinha sido diagnosticado como HIV positivo em 1987.
Um dos primeiros casos famosos de heterossexuais portadores do vírus foi o de Arthur Ashe, um tenista estadunidense. Ele foi diagnosticado como HIV positivo em 31 de agosto de 1988, tendo contraído o vírus de transfusões de sangue durante uma cirurgia cardíaca no início da década de 1980. Outros testes dentro de 24 horas após o diagnóstico inicial revelaram que Ashe tinha AIDS, mas ele não comunicou o público sobre o seu diagnóstico até abril de 1992. Ele morreu aos 49 anos, em 6 de fevereiro de 1993.
O ex-basquetebolista estadunidense Magic Johnson, que atuou como armador pelo Los Angeles Lakers na National Basketball Association (NBA), aposentou-se abruptamente em 1991 após anunciar que havia contraído o HIV, mas depois retornou à carreira até se aposentar definitivamente. No Brasil, entre os casos de AIDS mais famosos estão o do cantor Cazuza, que assumiu em rede nacional que estava com AIDS em 1988 e que morreu em decorrência da doença no dia 7 de julho de 1990, e do cantor Renato Russo, ex-integrante da banda Legião Urbana, que morreu aos 36 anos vítima da doença.

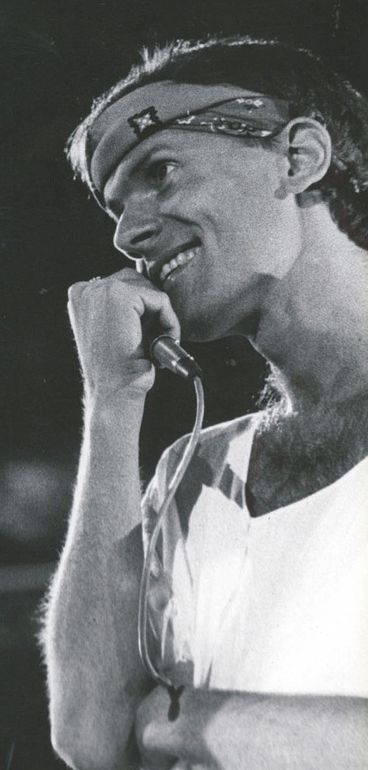
O cantor Cazuza morreu em decorrência da AIDS

A fotografia de Therese Frare do ativista gay estadunidense David Kirby, enquanto ele morria em um leito de hospital em decorrência da doença rodeado por seus familiares, foi registrada em abril de 1990. A revista estadunidense LIFE disse que a foto se tornou a imagem "mais fortemente identificada com a epidemia de HIV/AIDS." A imagem foi exibida na revista, foi a vencedora do World Press Photo e adquiriu notoriedade mundial depois de ter sido usada em uma campanha publicitária da United Colors of Benetton, em 1992.
Em 1996, Johnson Aziga, um canadense nascido em Uganda, foi diagnosticado com o HIV, mas posteriormente teve relações sexuais desprotegidas com 11 mulheres sem revelar-lhes seu diagnóstico. Em 2003, sete haviam contraído o HIV e duas morreram por complicações relacionadas à AIDS. Aziga foi condenado por assassinato em primeiro grau e está sujeito a uma pena de prisão perpétua.

### Religião
O debate sobre a religião e a AIDS tornou-se altamente controverso nos últimos vinte anos, principalmente porque algumas autoridades religiosas declararam publicamente sua oposição ao uso de preservativos. A abordagem religiosa para impedir a propagação da AIDS, de acordo com um relatório feito pelo especialista estadunidense em saúde Matthew Hanley intitulado The Catholic Church and the Global AIDS Crisis, argumenta que são necessárias mudanças culturais, incluindo uma volta à ênfase na fidelidade dentro do casamento e à abstinência sexual fora dele.
Algumas organizações religiosas chegam a afirmar que a oração pode curar os pacientes com HIV/AIDS. Em 2011, a BBC informou que algumas igrejas em Londres estavam reivindicando que orações poderiam curar a AIDS e o Centro de Estudo de Saúde Sexual e HIV, em Hackney, informou que várias pessoas pararam de tomar a medicação por conta disso, às vezes por conselho direto de seu pastor, o que levou a uma série de mortes. A Synagogue Church Of All Nations fez um anúncio de uma "unção na água" para promover a cura por Deus, embora o grupo negue que aconselhe as pessoas a parar de tomar a medicação.

### Negação, conspirações e equívocos
Um pequeno grupo de pessoas continua a questionar a conexão entre o vírus HIV e a doença AIDS, além da existência do próprio HIV ou a validade dos testes e métodos de tratamento da síndrome. Estas alegações, conhecidas como negacionismo da AIDS, foram examinadas e rejeitadas pela comunidade científica internacional. No entanto, elas tiveram um impacto político significativo, particularmente na África do Sul, onde o governo adotou oficialmente o negacionismo da AIDS entre 1999 e 2005 e foi o responsável pela resposta ineficaz do país à epidemia e pelas centenas de milhares de mortes e contaminações que poderiam ter sido evitadas. A Operação INFEKTION foi uma das medidas ativas adotadas pela União Soviética em todo o mundo para divulgar informações de que os Estados Unidos haviam criado o HIV/AIDS. Pesquisas mostram que um número significativo de pessoas acreditavam — e continuam a acreditar — em tais alegações.
Há muitos equívocos sobre o HIV e a AIDS. Três dos erros mais comuns sobre a doença são os de que a AIDS pode se espalhar através do contato casual, que a relação sexual com uma virgem curará a AIDS e que o HIV pode infectar apenas homens homossexuais e usuários de drogas. Outros equívocos são de que qualquer ato de coito anal entre dois homens homossexuais não infectados pode levar a infecção pelo HIV e que a discussão aberta da homossexualidade e do HIV nas escolas irá levar a um aumento das taxas de homossexualidade e AIDS.